# Fractals oscil·lants
Existeixen un tipus de fractals derivats del mètode de Júlia o de Mandelbrot, anomenats oscil·lants, ja que de forma alternativa s'iteren 2 o més funcions diferents, fins a la convergència a un determinat valor o a la divergència cap a l'infinit. En els ejemples que reproduim més endavant es poden veure alguns fractals oscil·lants, que estan colorejants mitjançant l'algoritme de la velocitat d'escapament.

## Fractals oscil·lants tipus Mandelbrot Asimètrics
En aquests fractals les funcions oscil·lants no presenten cap mena de simetria.

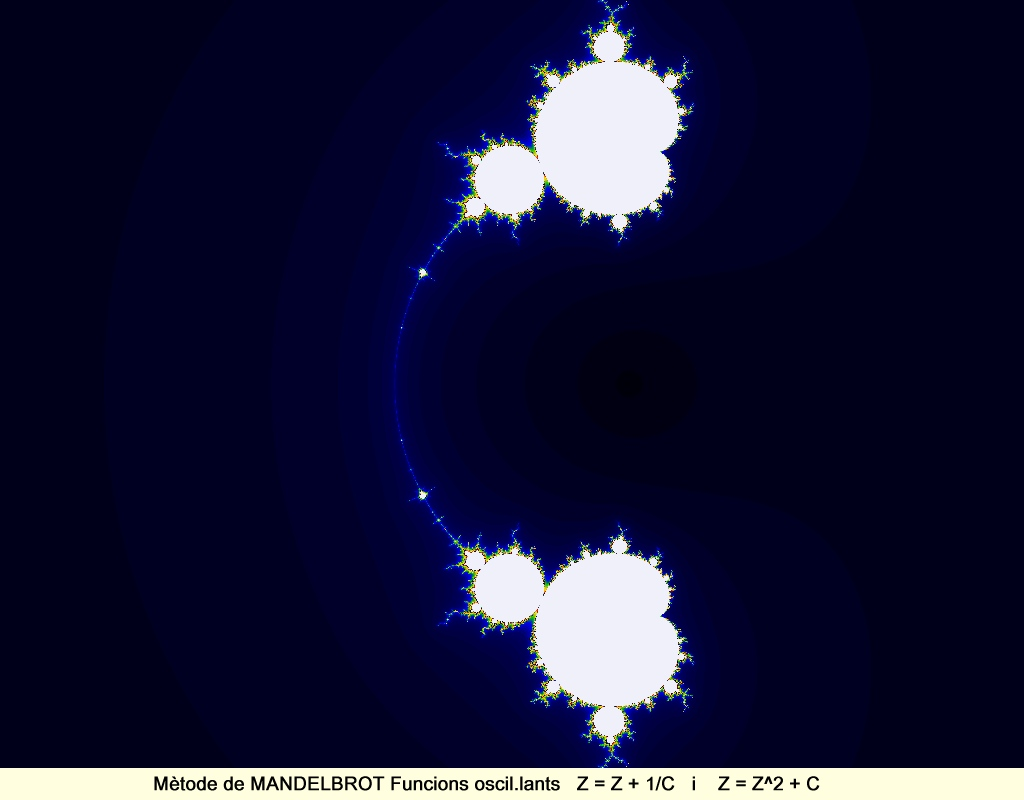
Z²+C .. Z+1/C
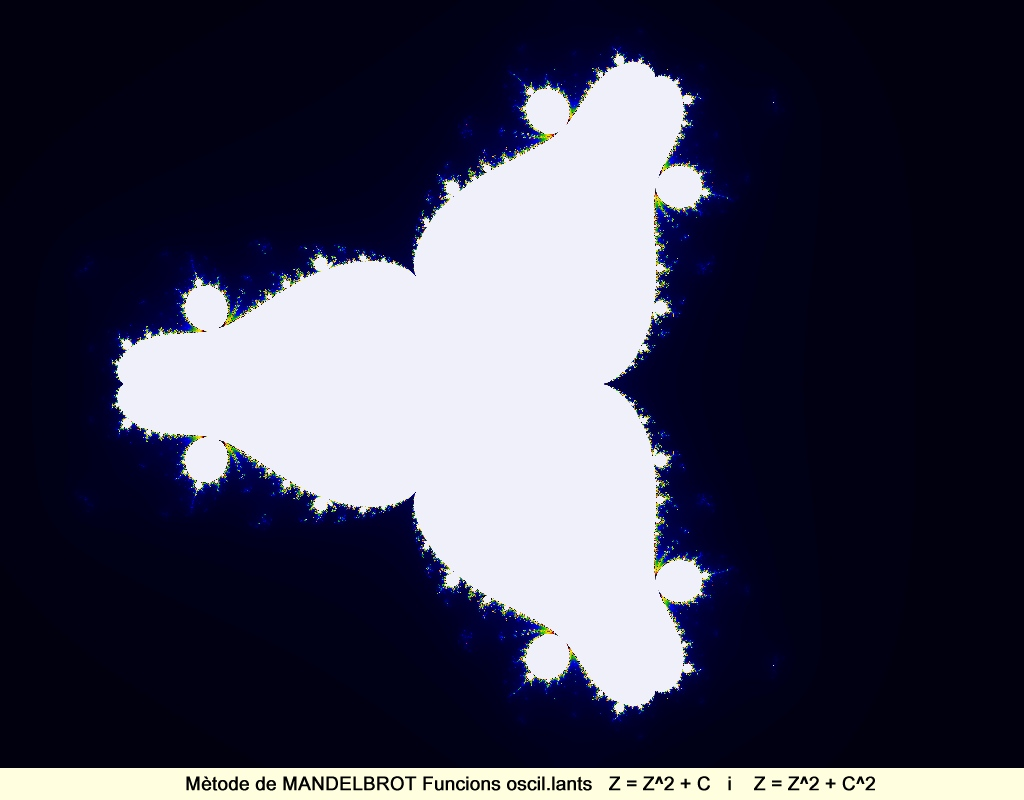
Z²+C .. Z²+C²
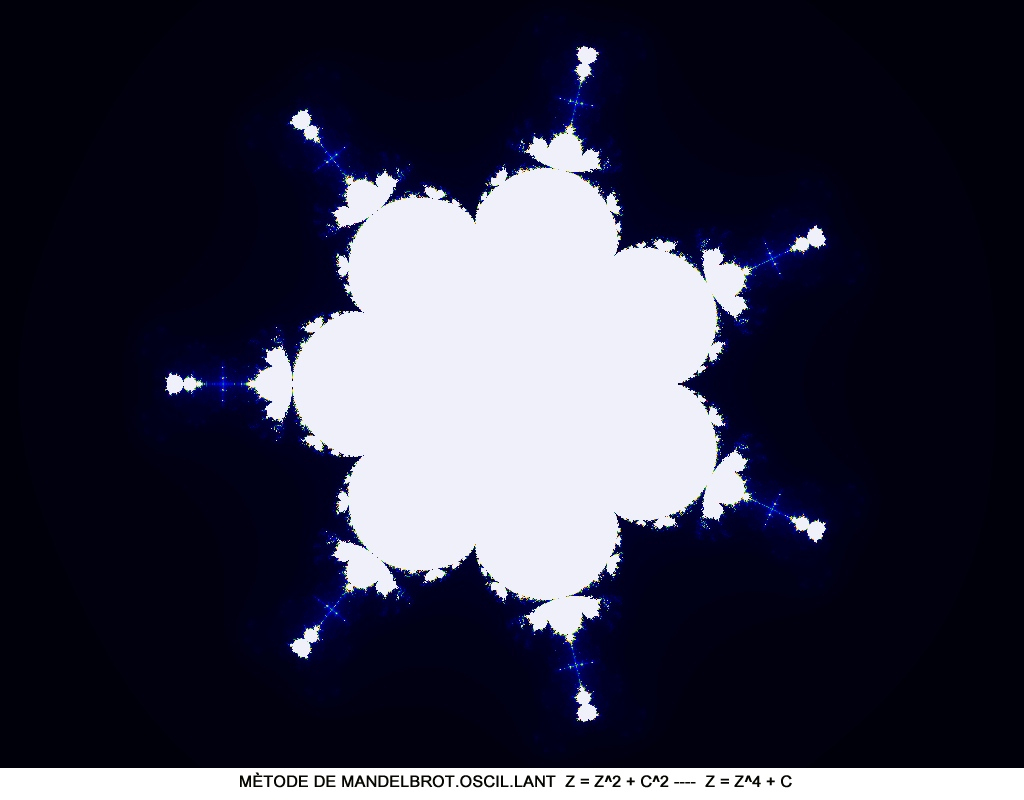
Z²+C² .. Z4+C

## Fractales oscil·lants tipus Júlia Asimètrics amb constant única
En aquests fractals les funcions oscil·lants no presenten cap mena de simetria.

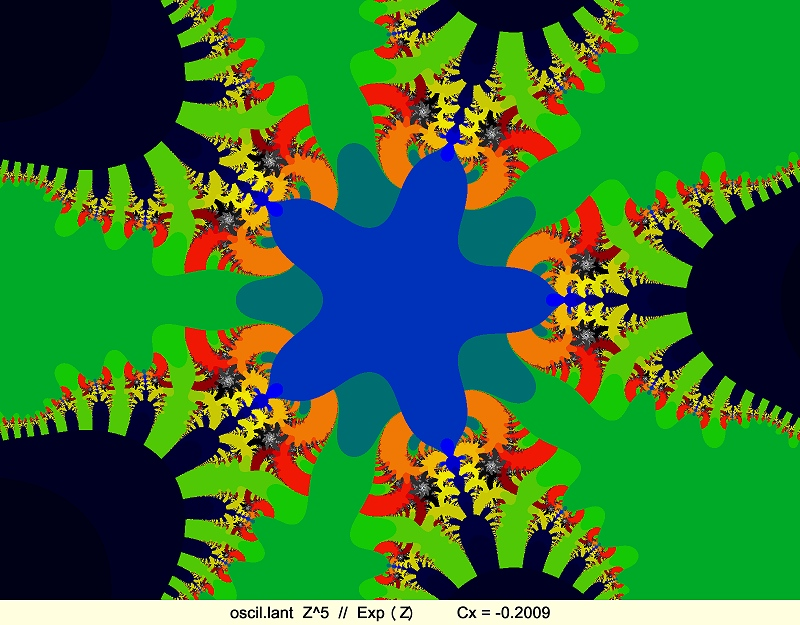
Z⁵ .. Exp(Z)
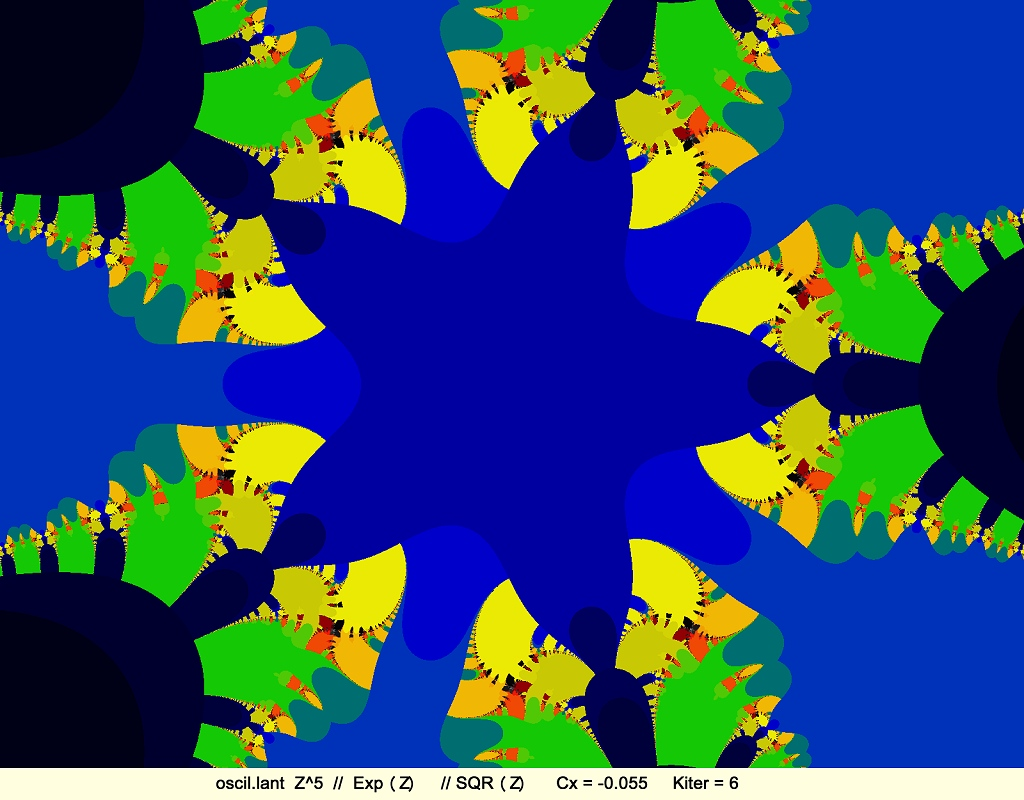
Z5  .. Exp(Z) .. Sqr(Z)
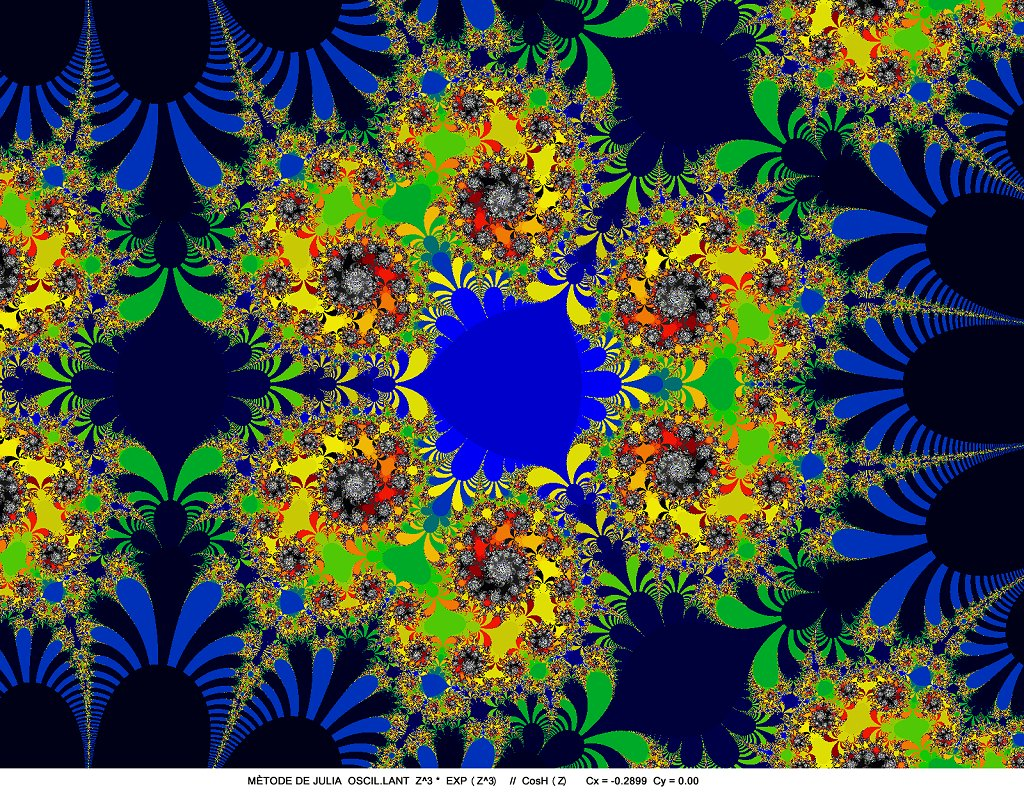
Z3*Exp(Z3) .. Cosh(Z)

## Fractals oscil·lants tipus Júlia Simètrics (3 funcions amb constant única)
En aquests fractals les funcions oscil·lants presenten simetria.  F(Z)+C .. G(Z)+C .. F(Z)+C 

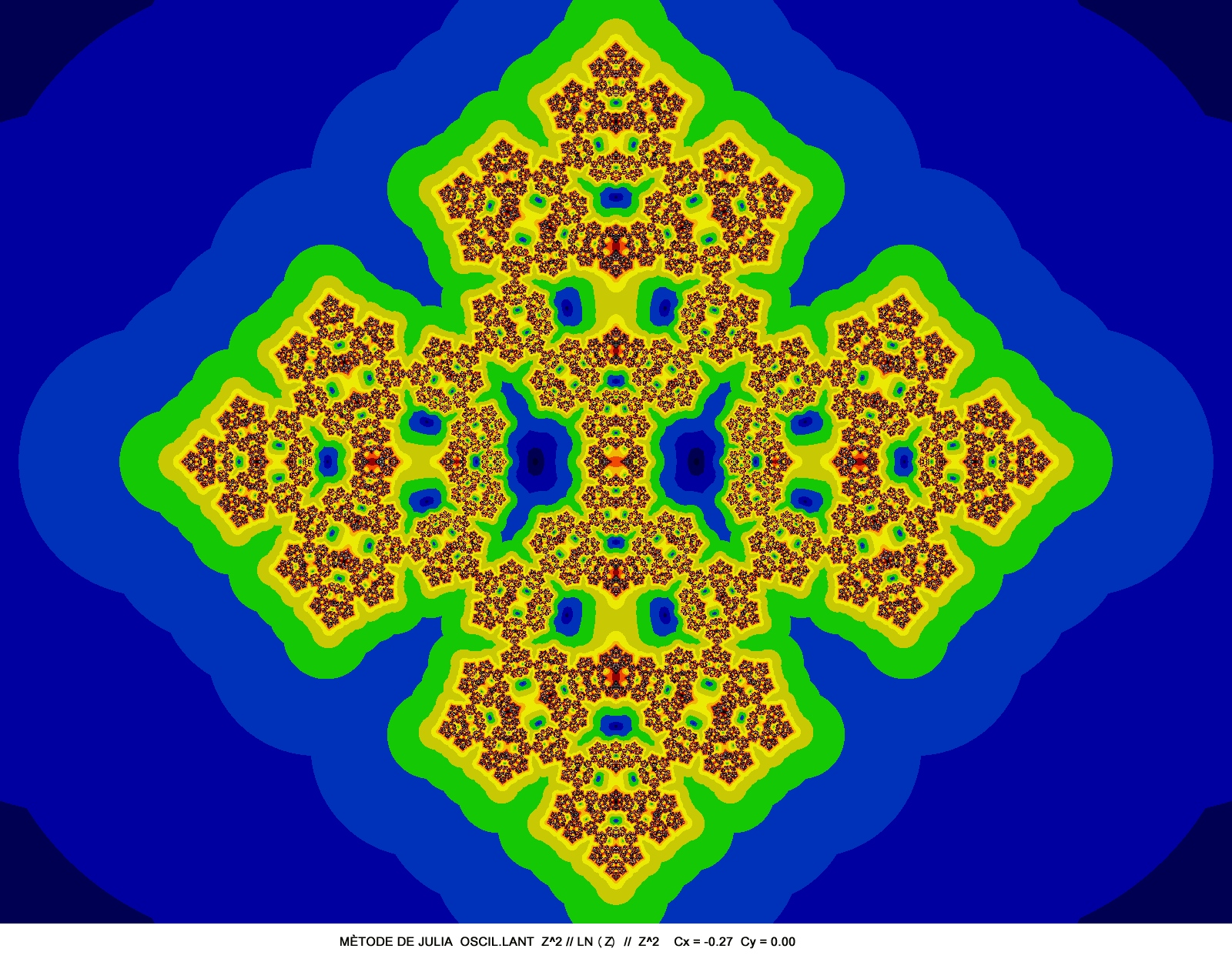
Z2 .. LN(Z) .. Z2
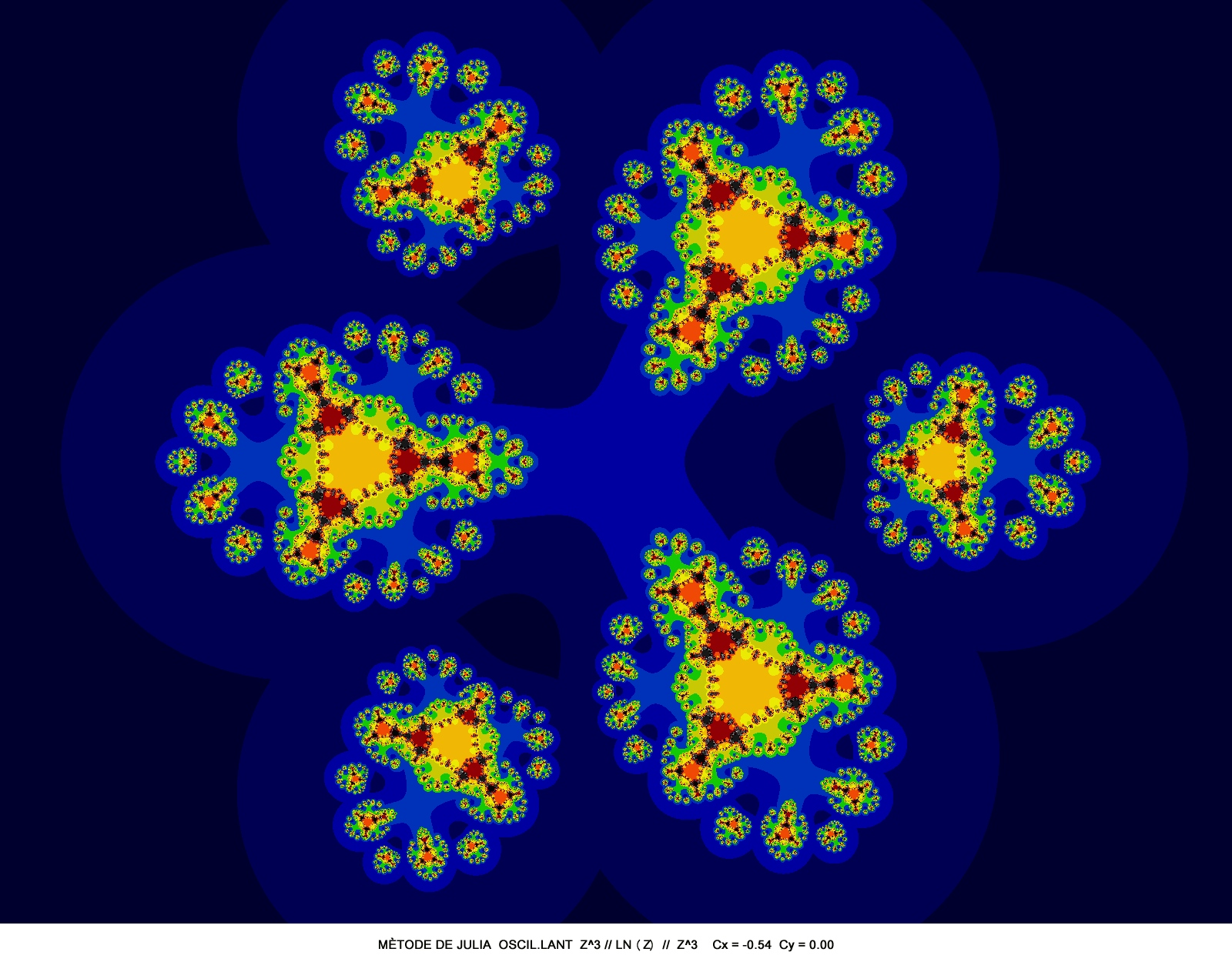
Z3 .. LN(Z) .. Z3
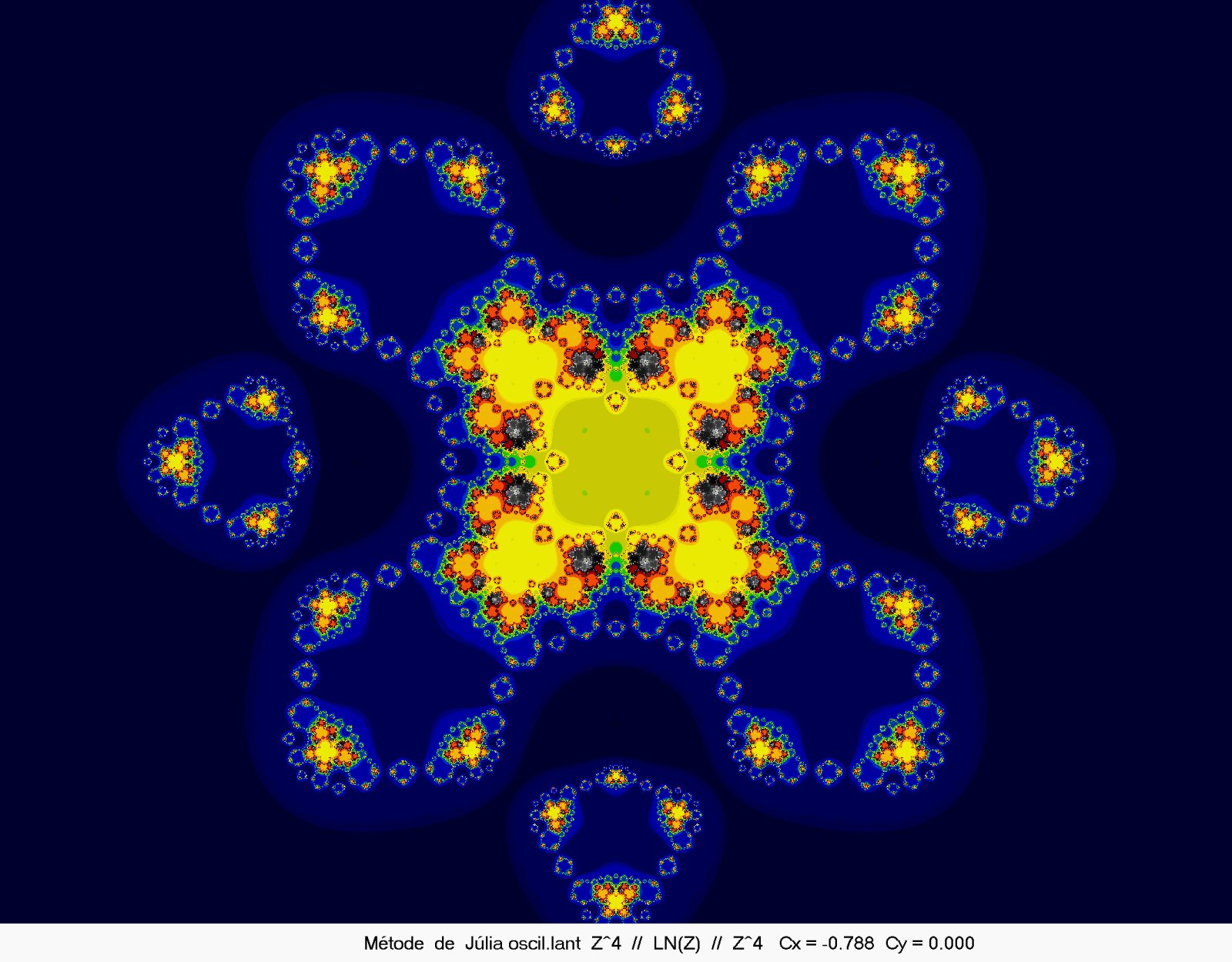
Z4 .. LN(Z) .. Z4
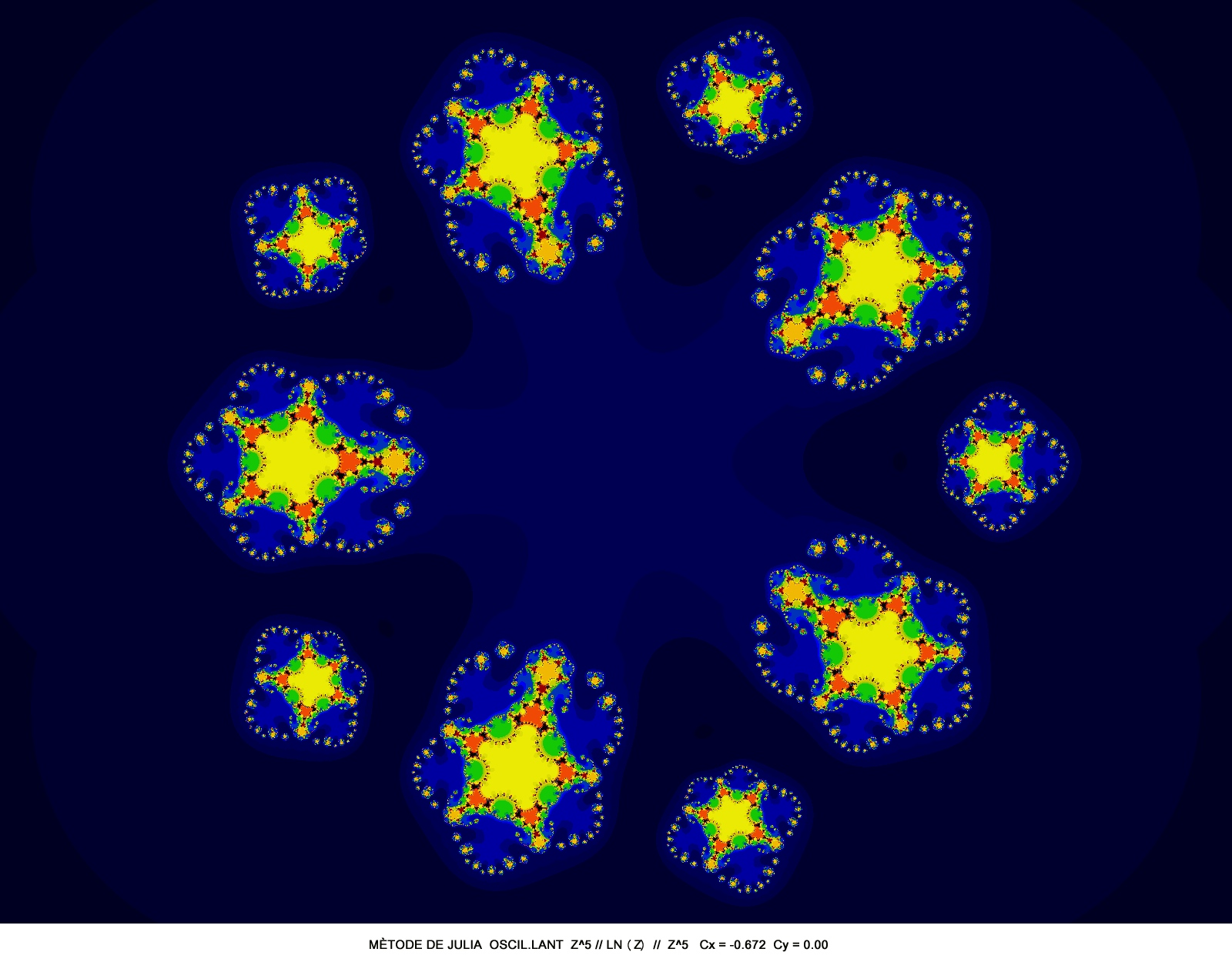
Z5 .. LN(Z) .. Z5

## Fractals oscil·lants tipus Júlia Simètrics (3 funcions amb constants diferents)
En aquests fractals les funcions oscil·lants presenten simetria.  F(Z)+c1 .. G(Z)+c2 .. F(Z)+c1 

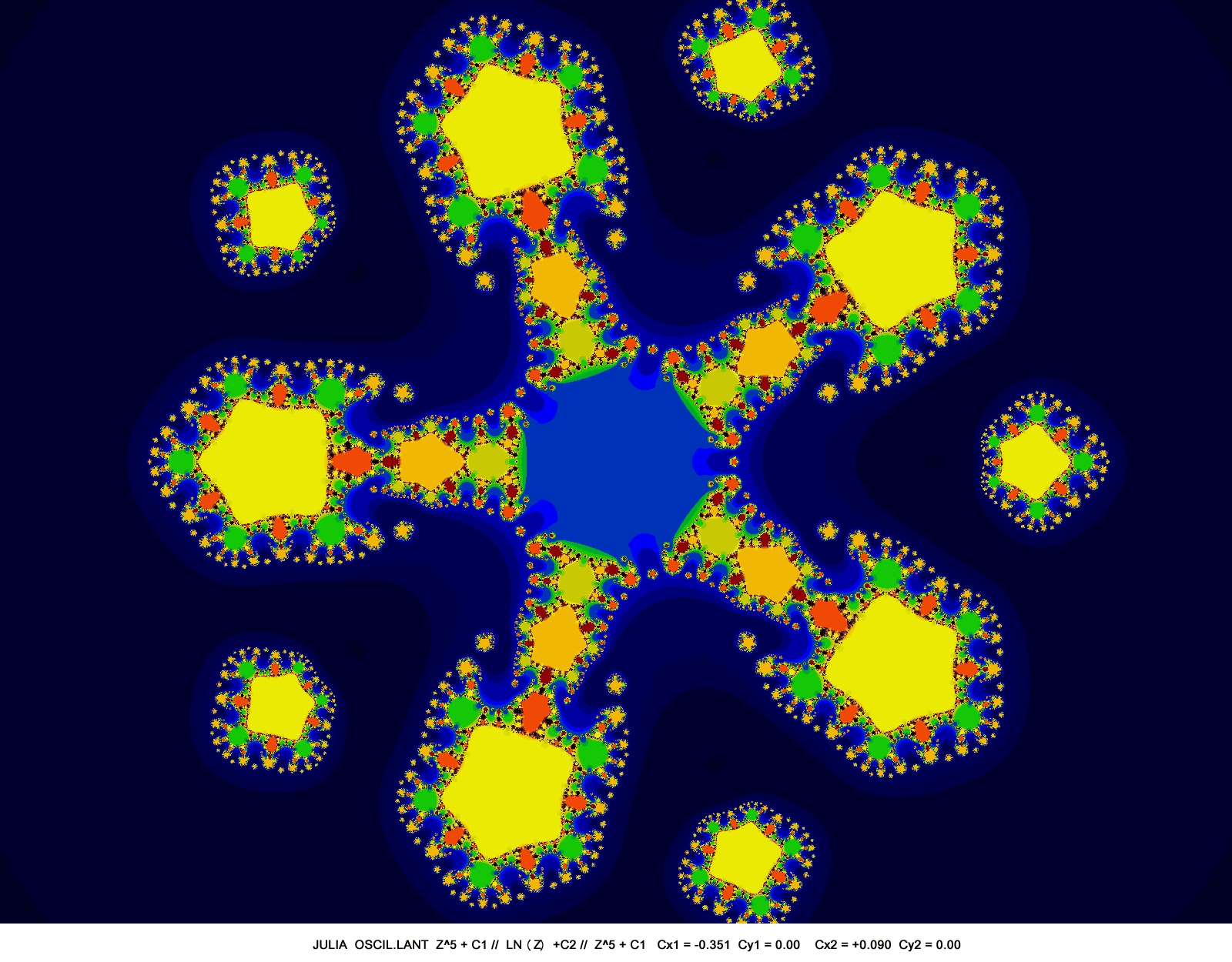
Z5+c1 .. LN(Z)+c2 .. Z5+c1

## Fractals oscil·lants tipus Júlia NO Simètrics (4 funcions amb constants diferents)
En aquests fractals les funcions oscil·lants NO presenten simetria.  F(Z)+c1 .. G(Z)+c2 .. H(Z)+c2 .. I(Z)+c1 

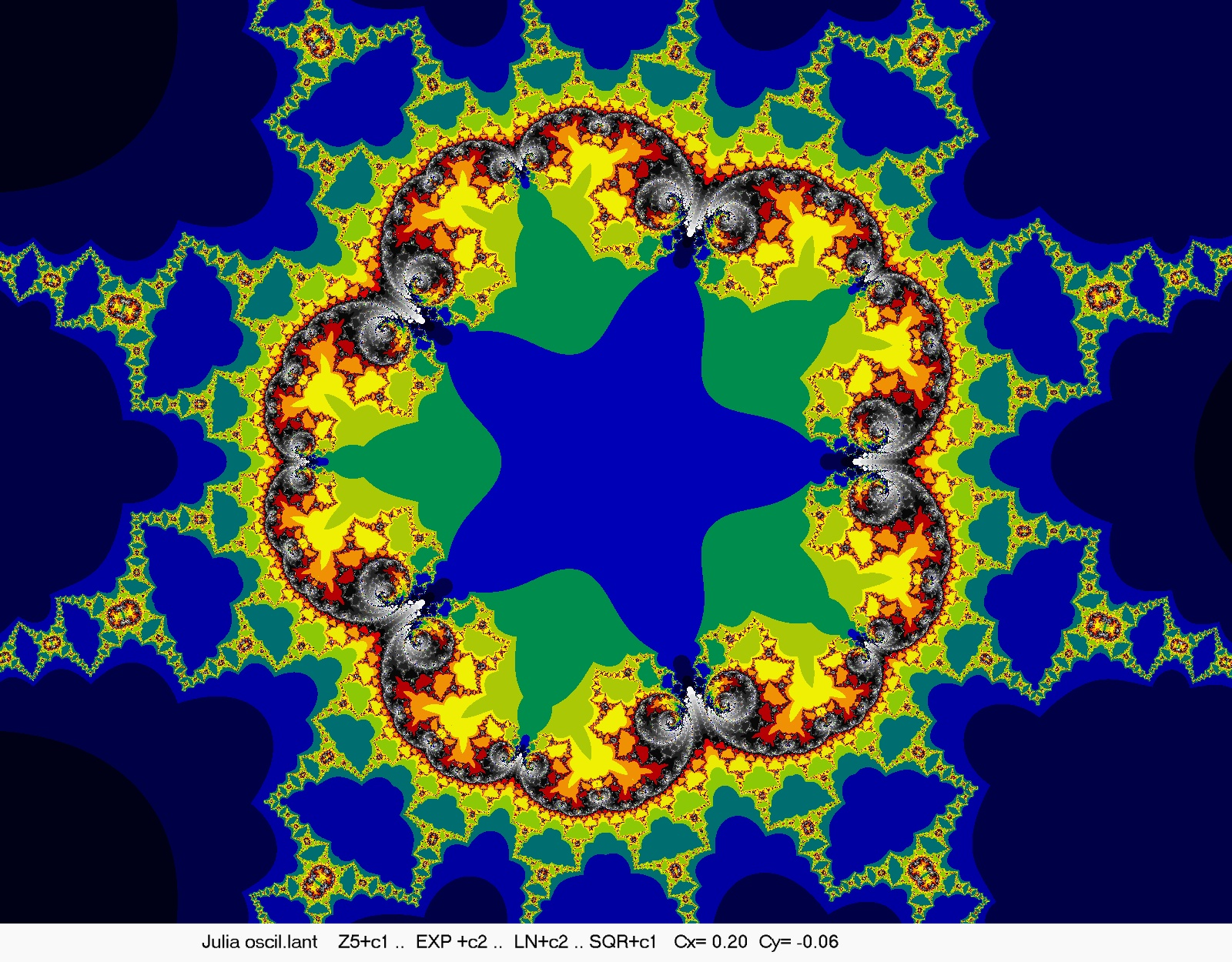
Z5+c1 .. EXP(Z)+c2 .. LN(Z)+c2 .. SQR(Z)+c1

## Fractals oscil·lants tipus Júlia Simètrics (5 funcions amb constant única)
En aquests fractals les funcions oscil·lants presenten simetria.  F(Z)+c .. G(Z)+c .. H(Z)+c .. G(Z)+c .. F(Z)+c 

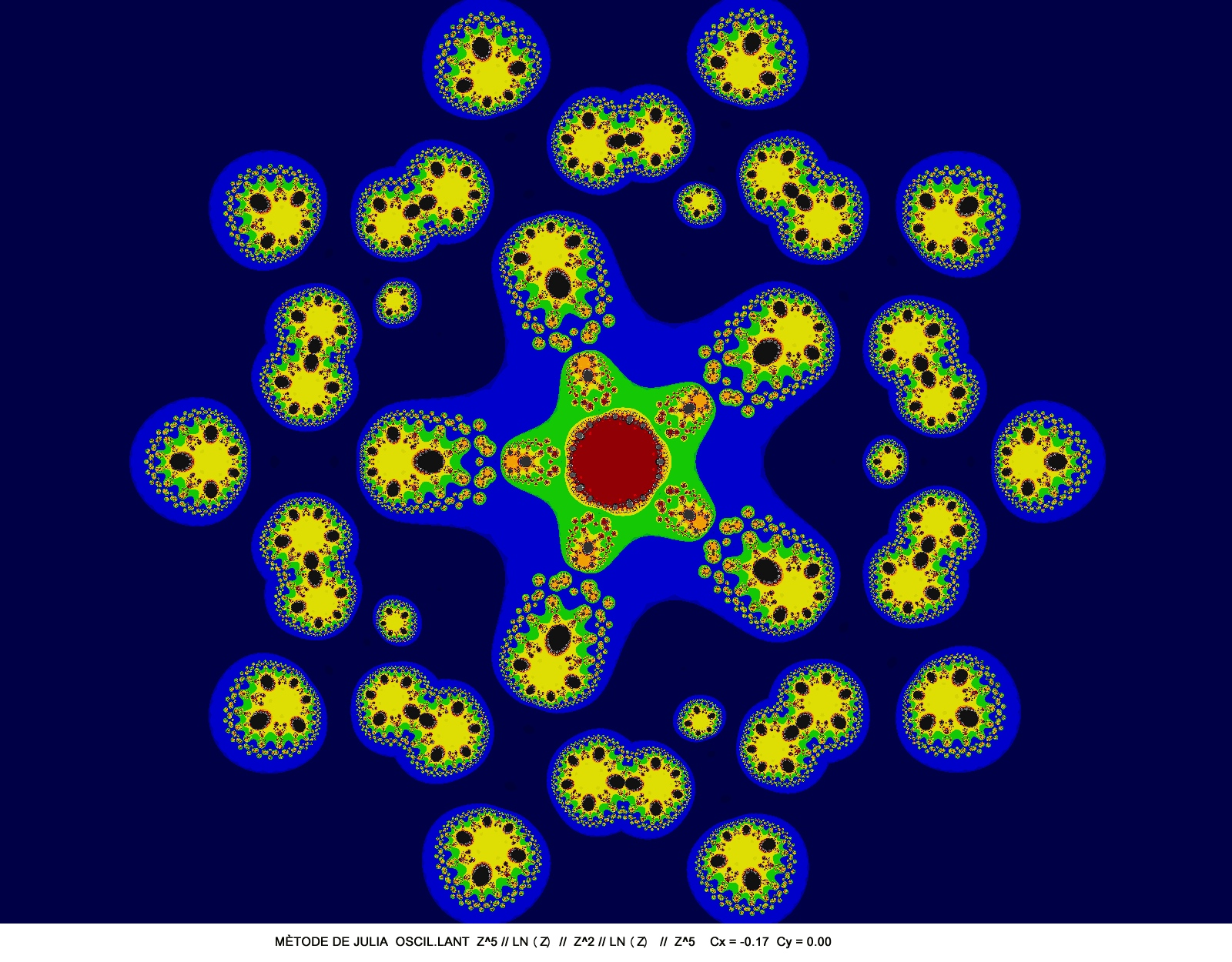
Z5 .. LN(Z) .. Z2 .. LN(Z) .. Z5
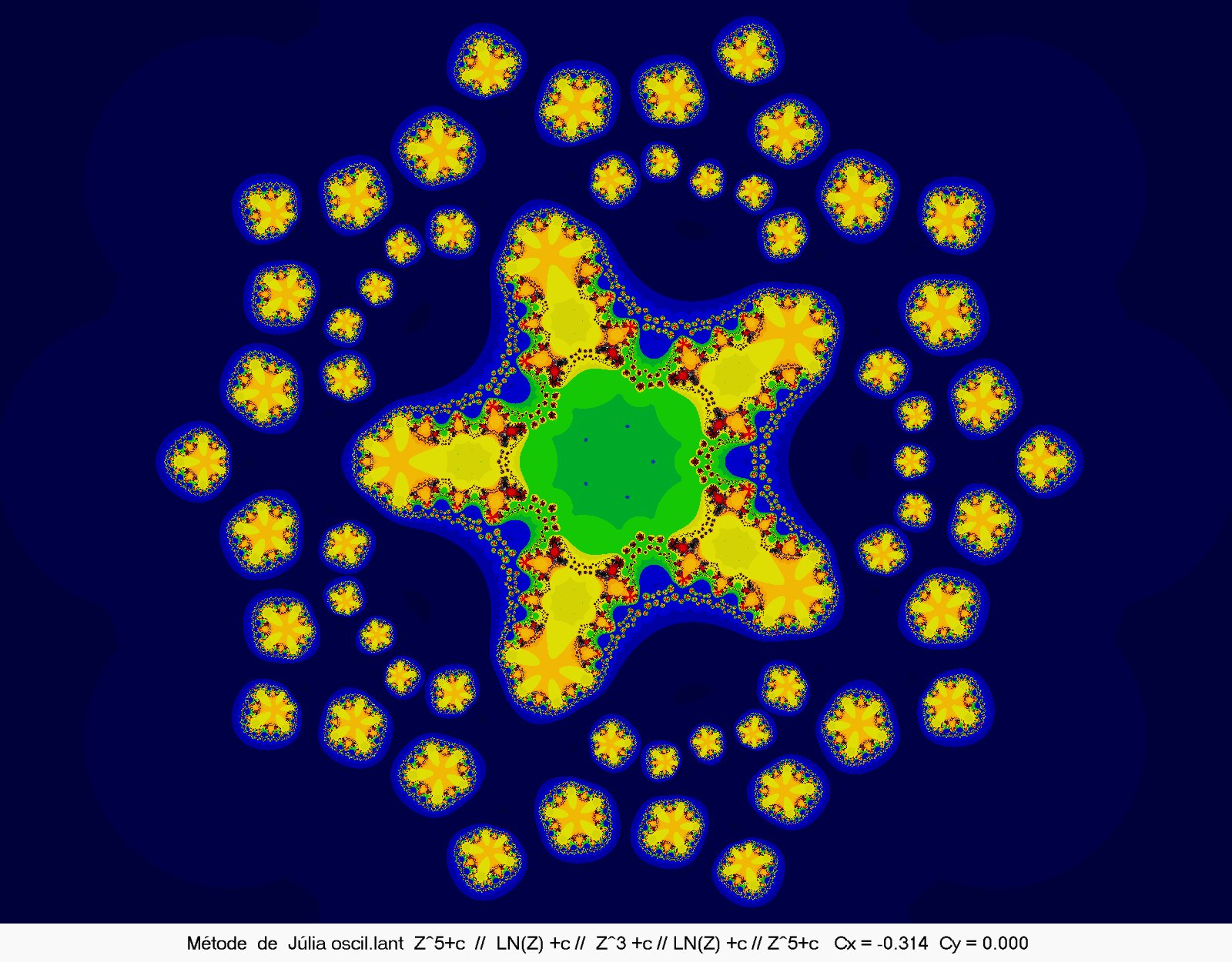
Z5 .. LN(Z) .. Z3 .. LN(Z) .. Z5
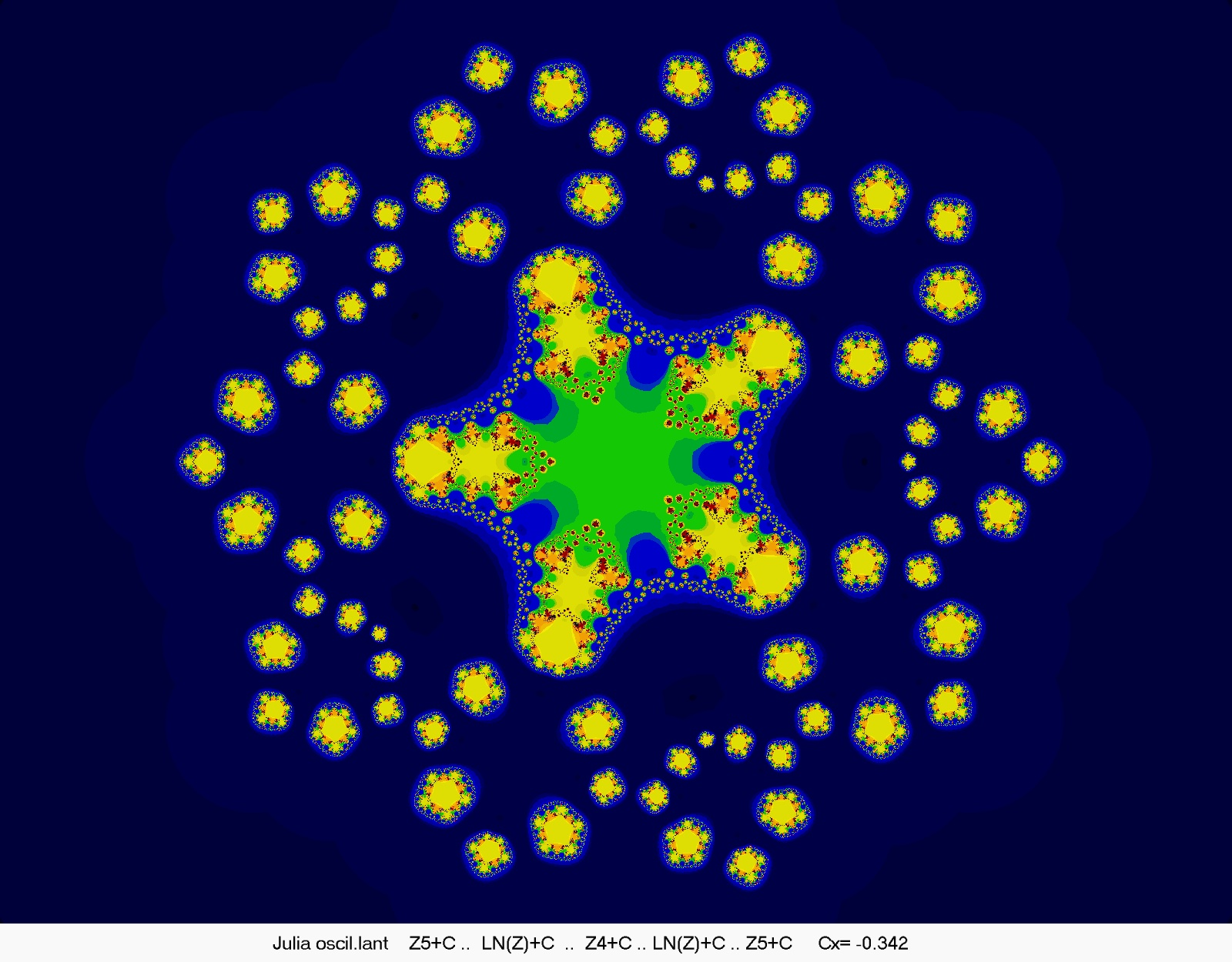
Z5 .. LN(Z) .. Z4 .. LN(Z) .. Z5
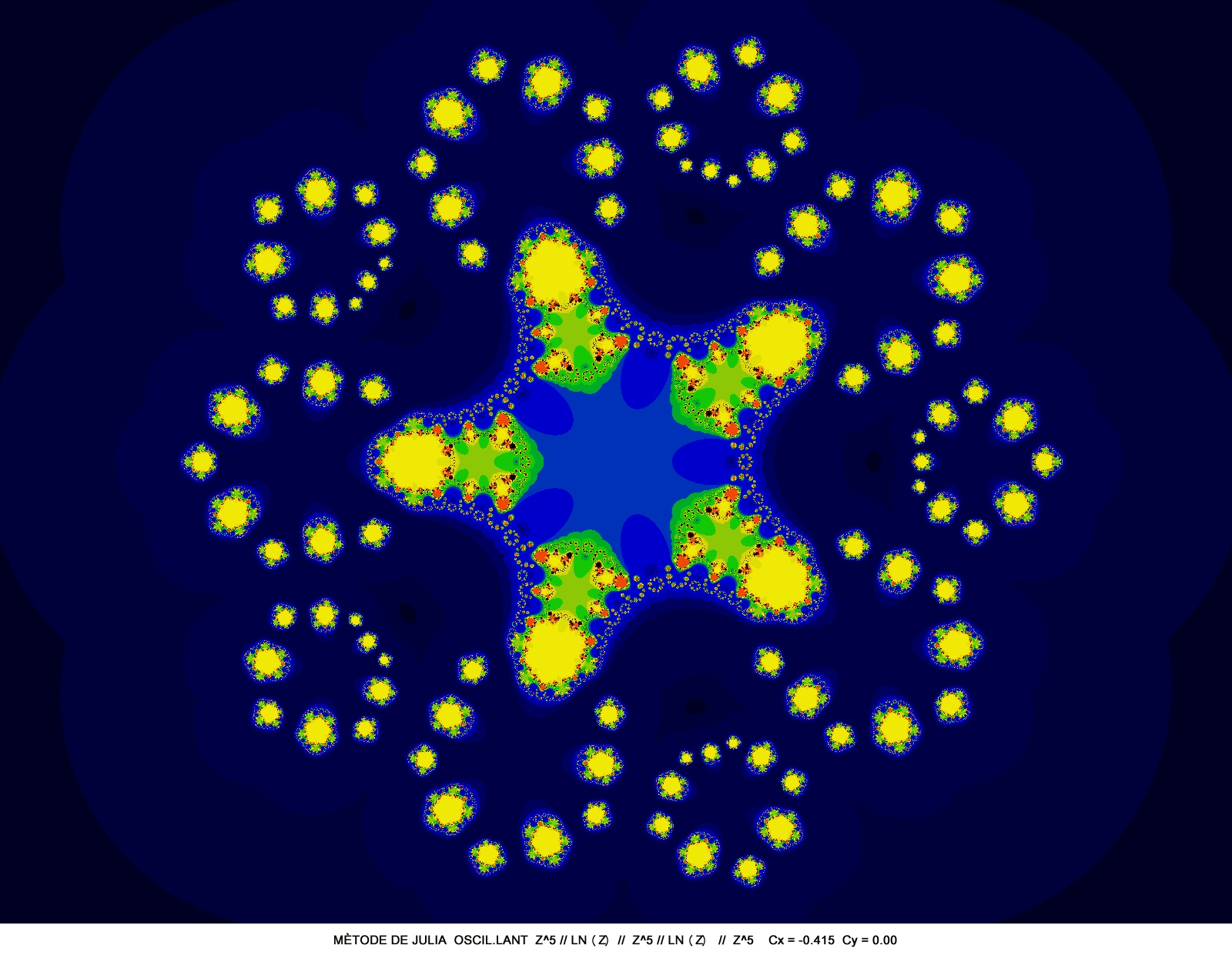
Z5 .. LN(Z) .. Z5 .. LN(Z) .. Z5

## Fractals oscil·lants tipus Júlia Simètrics (5 funcions amb constants diferents)
En aquests fractals les funcions oscil·lants presenten simetria.  F(Z)+c1 .. G(Z)+c2 .. H(Z)+c1 .. G(Z)+c2 .. F(Z)+c1 

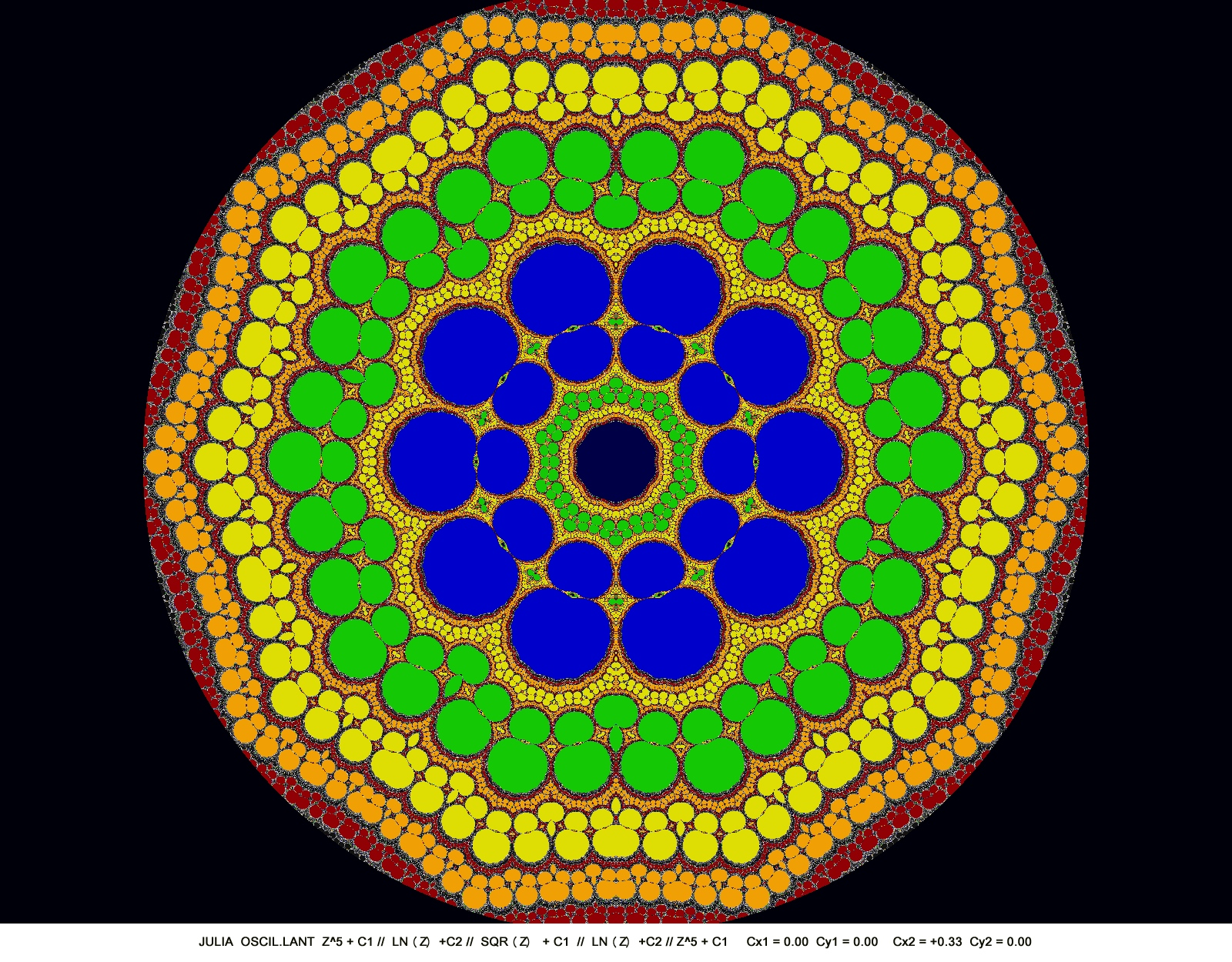
Z5+c1 .. LN(Z)+c2 .. SQR(Z)+c1 .. LN(Z)+c2 .. Z5+c1
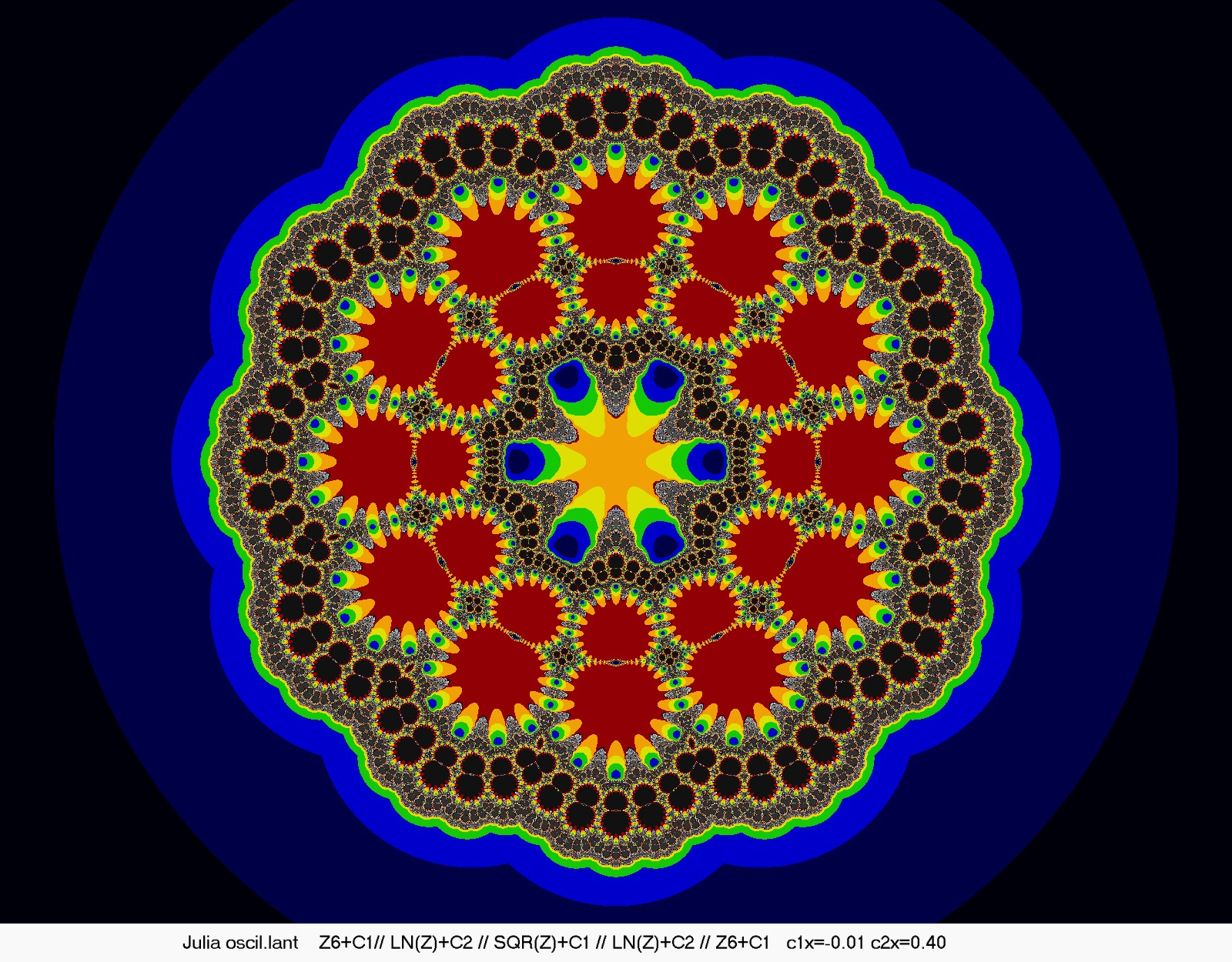
Z6+c1 .. LN(Z)+c2 .. .. SQR(Z)+c1 .. .. LN(Z)+c2 .. Z6+c1
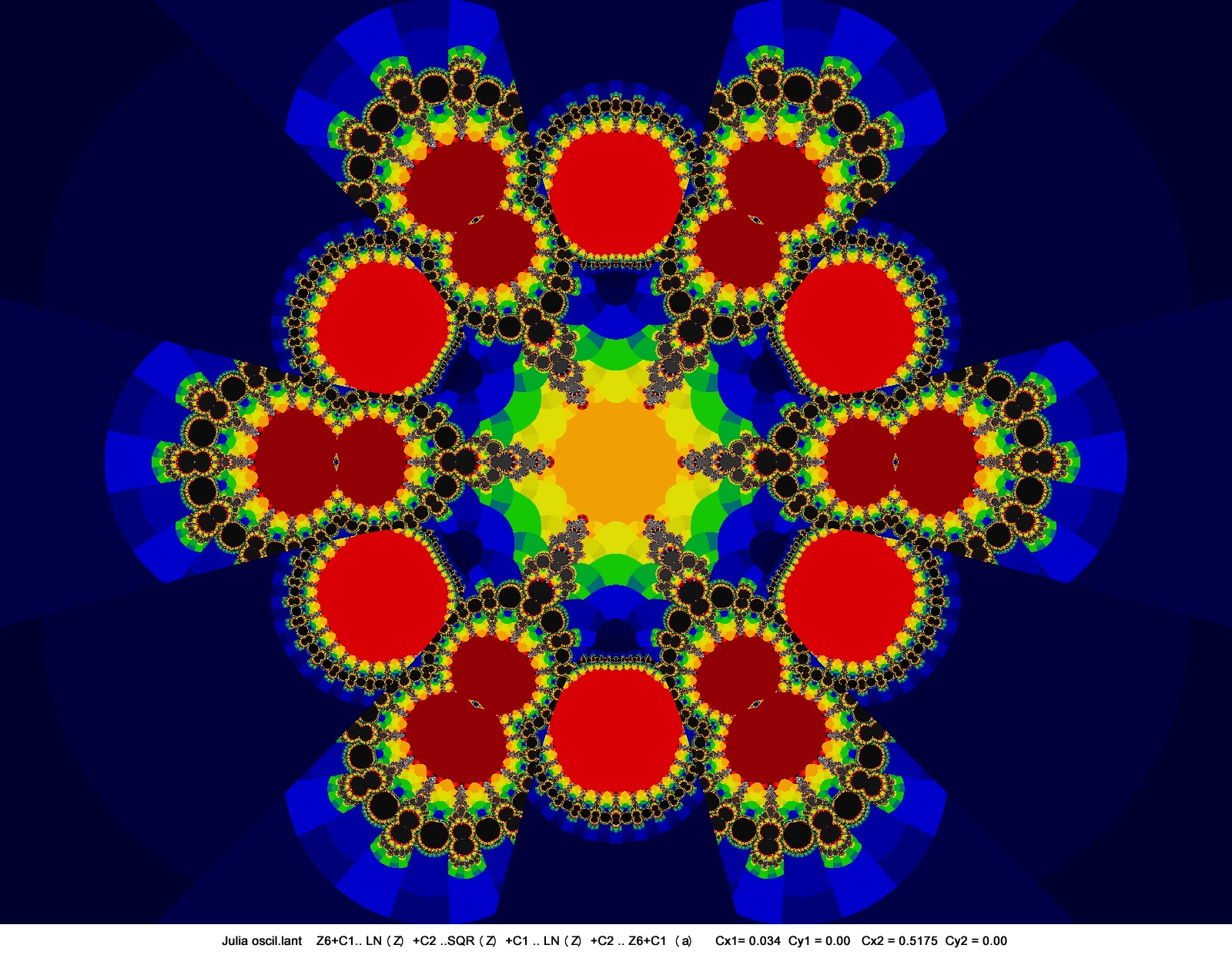
Z6+c1 .. LN(Z)+c2 .. SQR(Z)+c1 .. LN(Z)+c2 .. Z6+c1
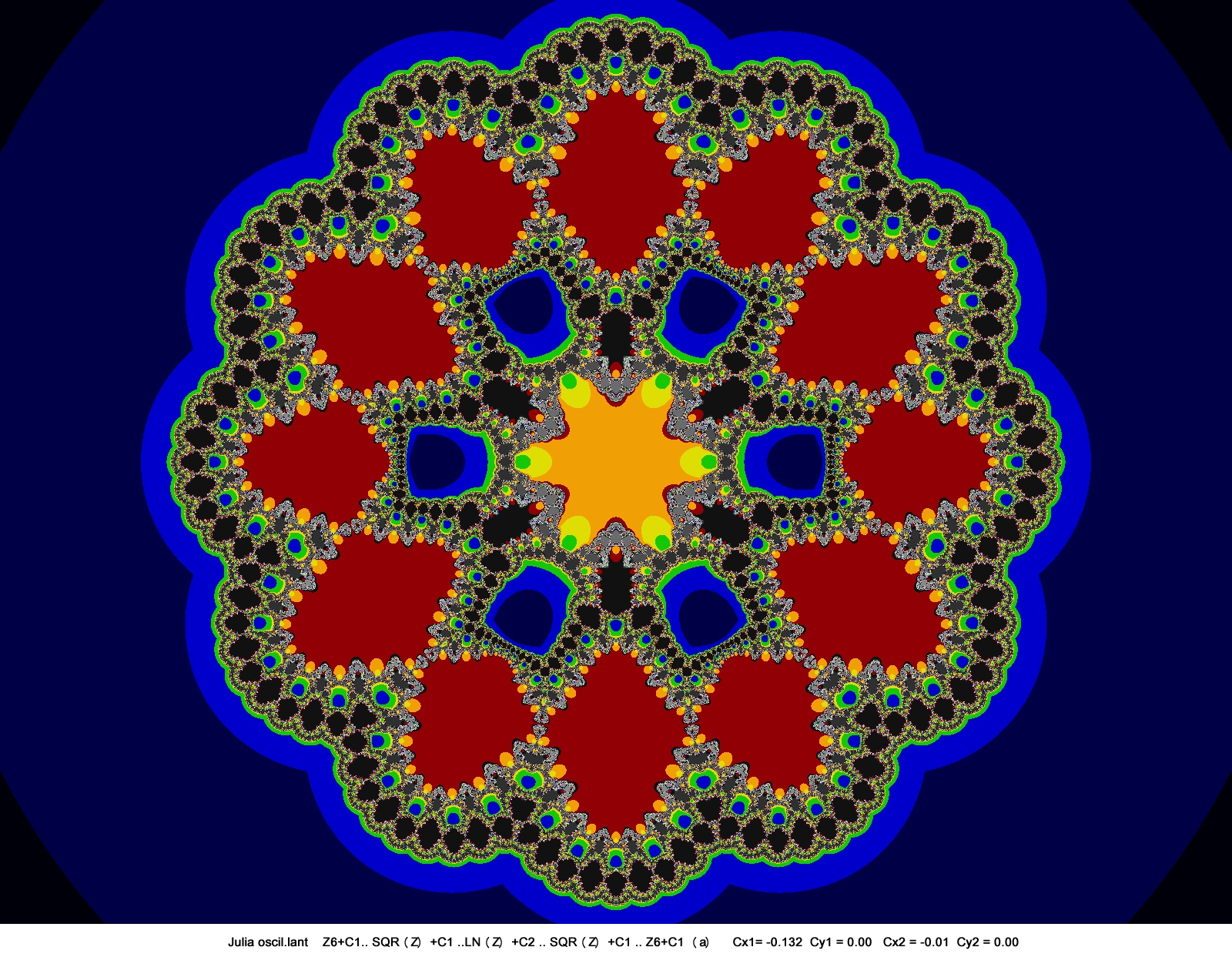
Z6+c1 .. SQR(Z)+c1 .. LN(Z)+c2 .. SQR(Z)+c1 .. Z6+c1
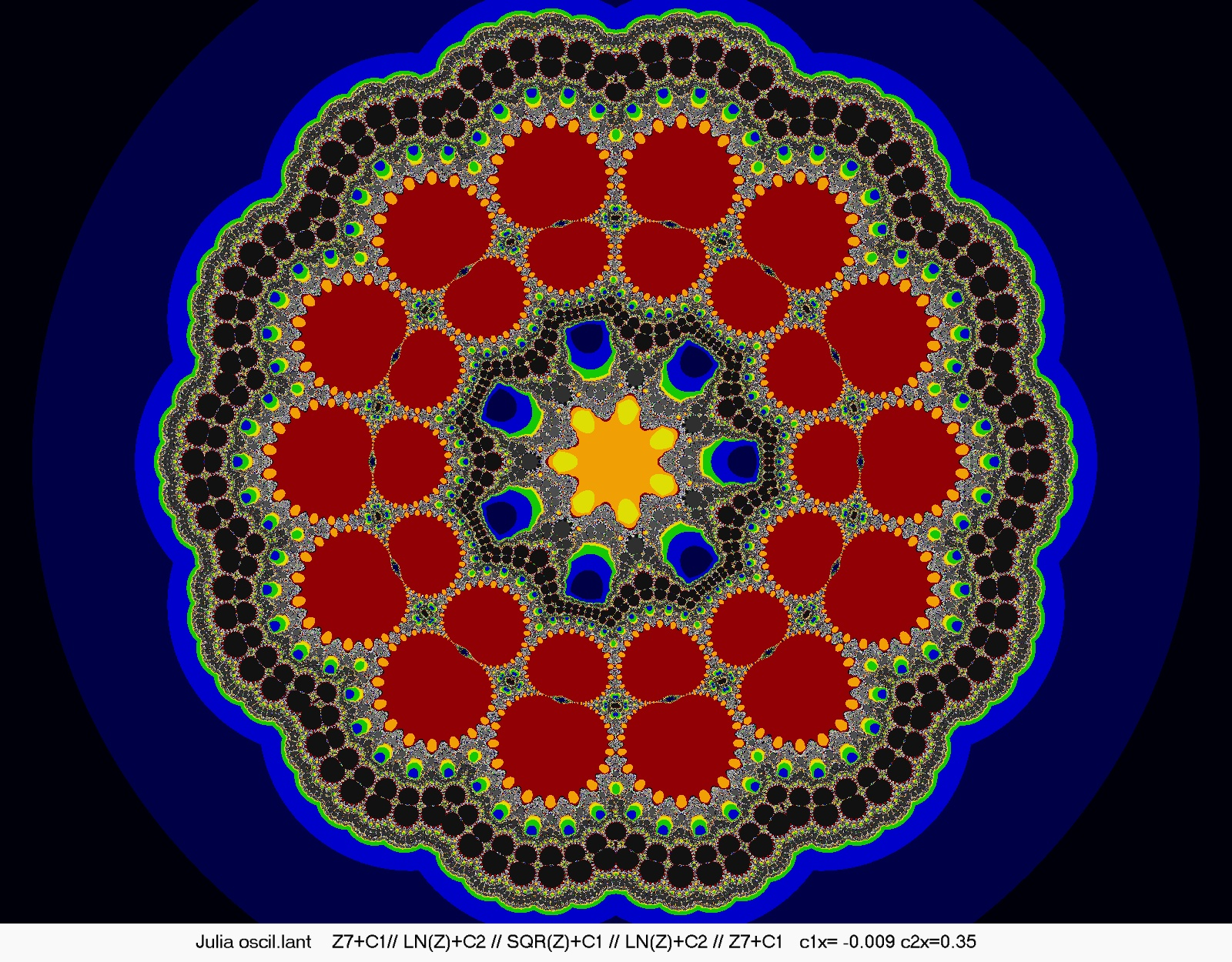
Z7+c1 .. LN(Z)+c2 .. SQR(Z)+c1 .. LN(Z)+c2 .. Z7+c1

## Fractals oscil·lants tipus Júlia Simètrics (7 funcions amb constant única)
En aquests fractals les funcions oscil·lants presenten simetria.  F(Z)+c .. G(Z)+c .. H(Z)+c .. G(Z)+c .. H(Z)+c .. G(Z)+c .. F(Z)+c 

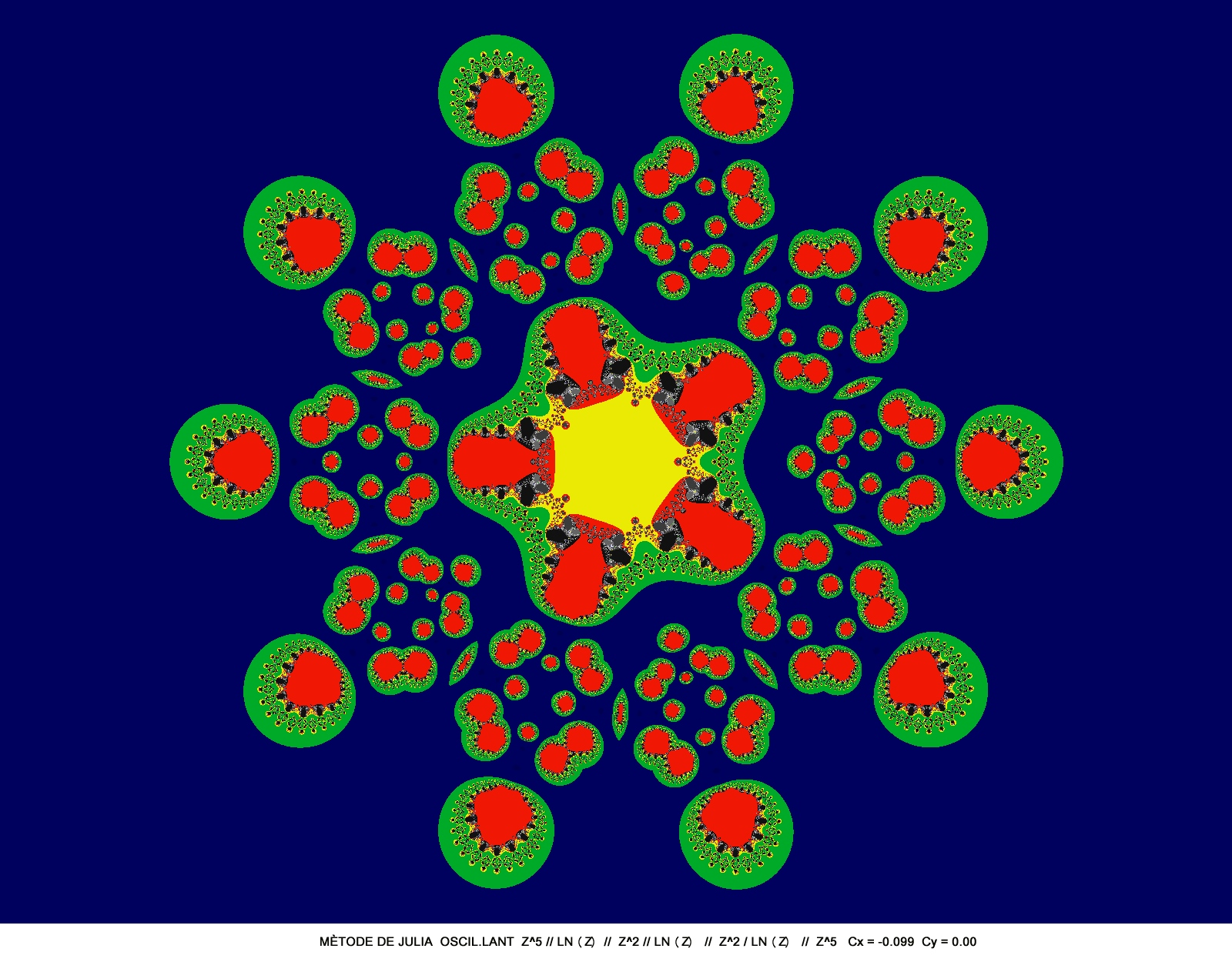
Z⁵ .. LN(Z) .. Z² .. LN(Z) .. Z² .. LN(Z) .. Z⁵

## Fractals oscil·lants tipus Júlia Simètrics (7 funcions amb constants diferents)
En aquests fractals les funcions oscil·lants presenten simetria.  F(Z)+c1 .. G(Z)+c2 .. H(Z)+c2 .. G(Z)+c2 .. H(Z)+c2 .. G(Z)+c2 .. F(Z)+c1 

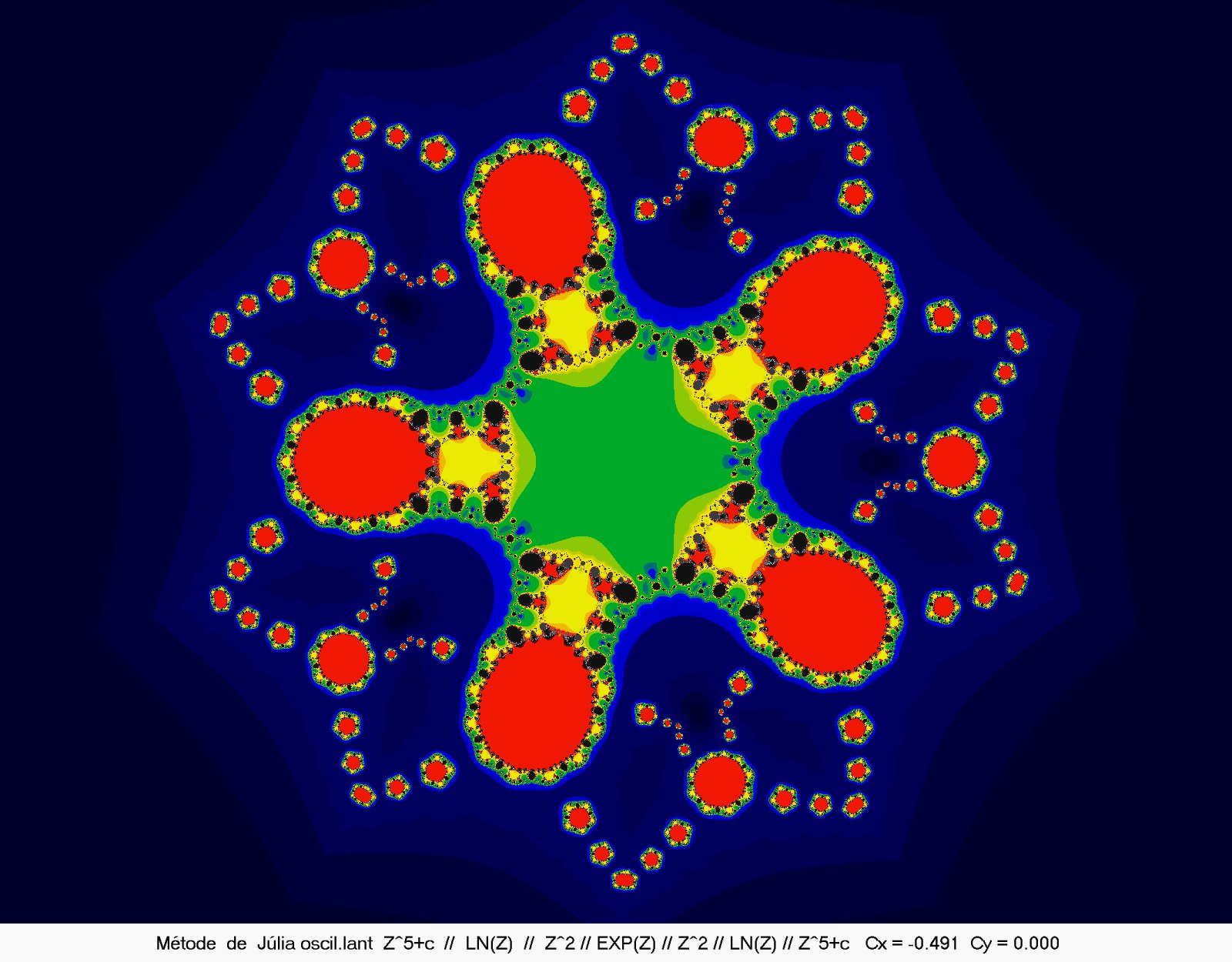
Z⁵+c1 .. LN(Z) .. Z² .. Exp(Z) .. Z² .. LN(Z) .. Z⁵+c1
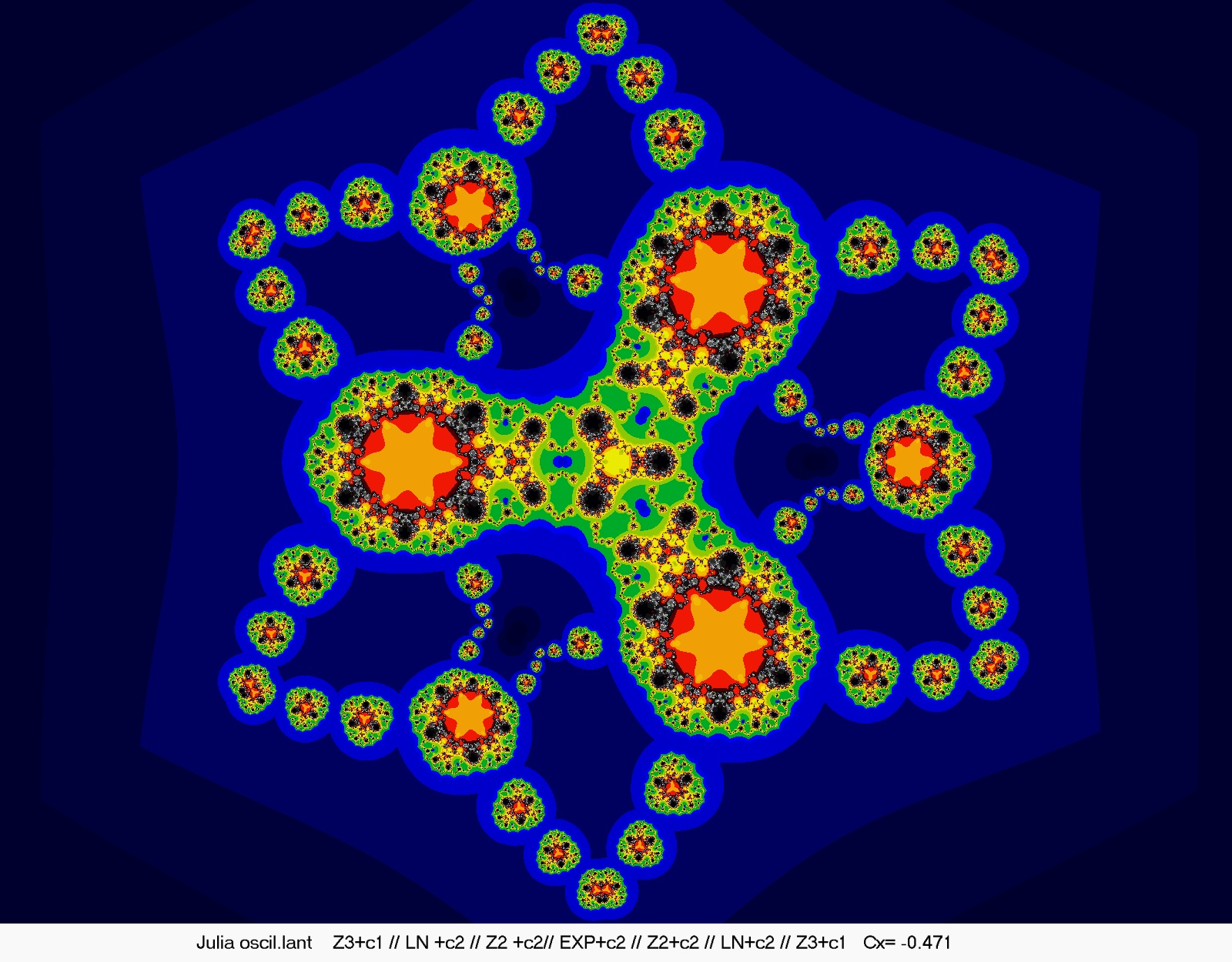
Z3+c1 .. LN(Z) .. Z² .. Exp(Z) .. Z² .. LN(Z) .. Z3+c1
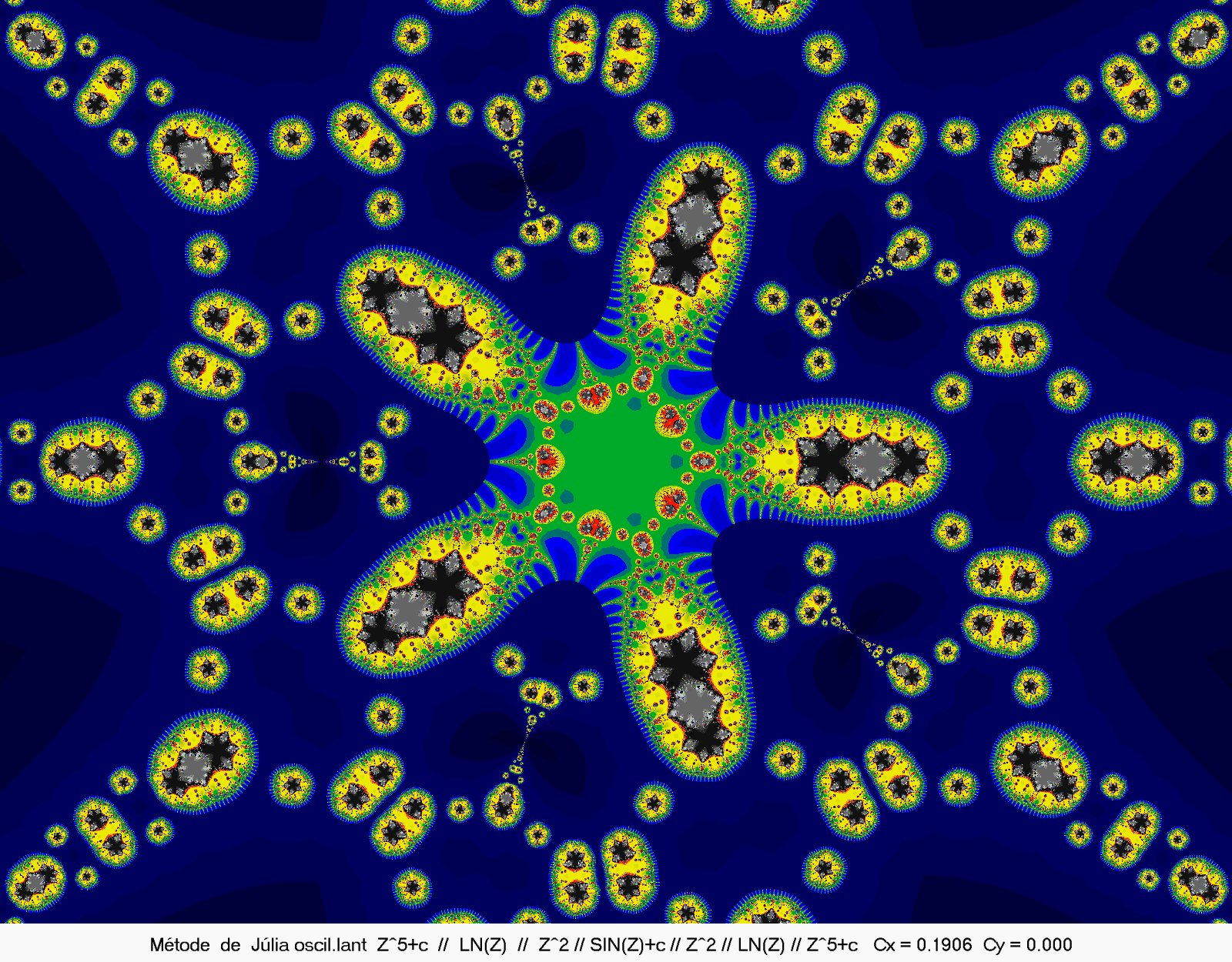
Z⁵+c1 .. LN(Z) .. Z² .. Sin(Z)+c1 .. Z² .. LN(Z) .. Z⁵+c1

## Fractals oscil·lants tipus Júlia pseudo-simetrics amb constant única
En aquests fractals les funcions oscil·lants presenten un cert patró de simetria.. F(Z)+c .. G(Z)+c .. F'(Z)+c,  sent F i F' funcions de la mateixa família (per exemple: potències de Z).

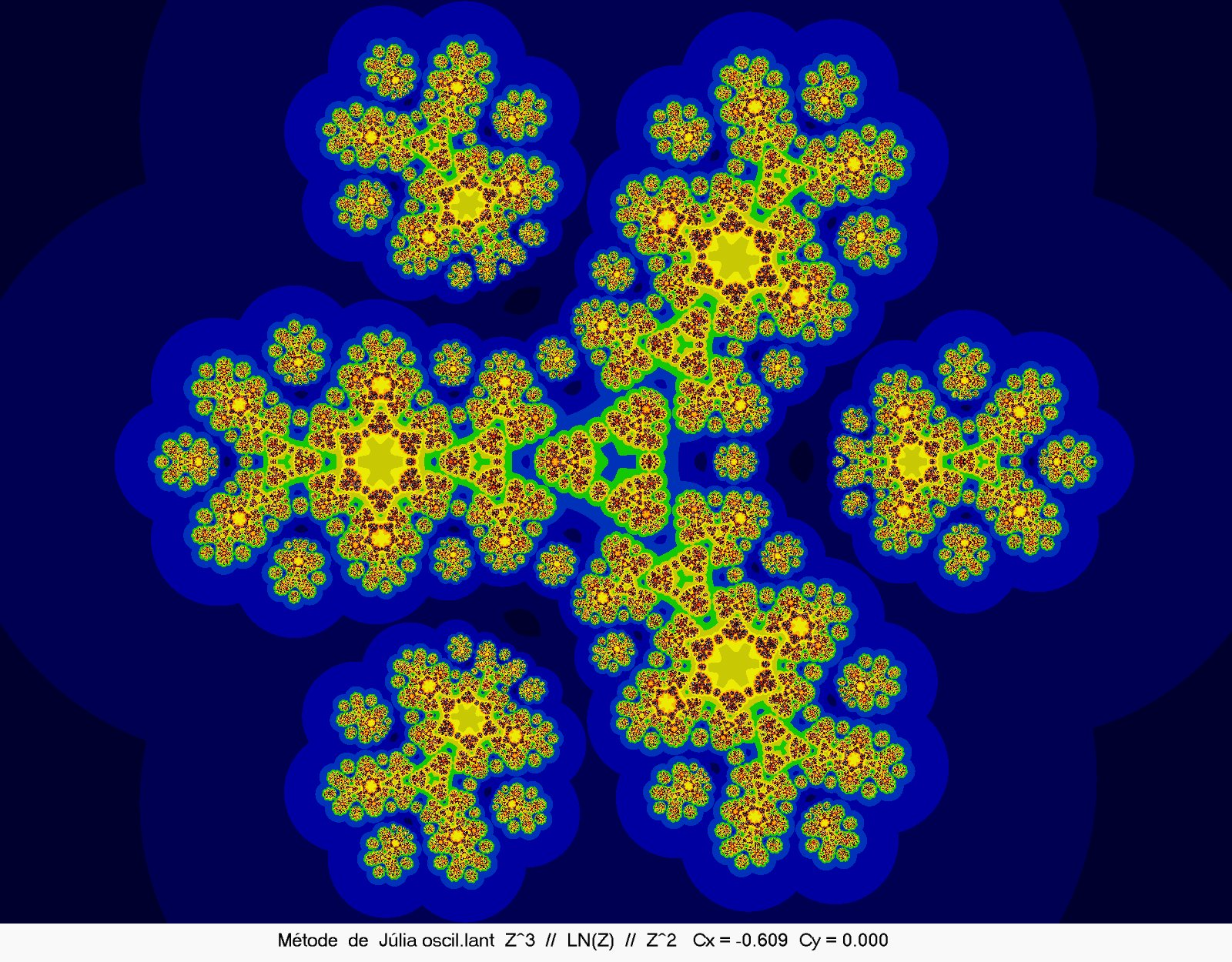
Z3 .. LN(Z) .. Z²
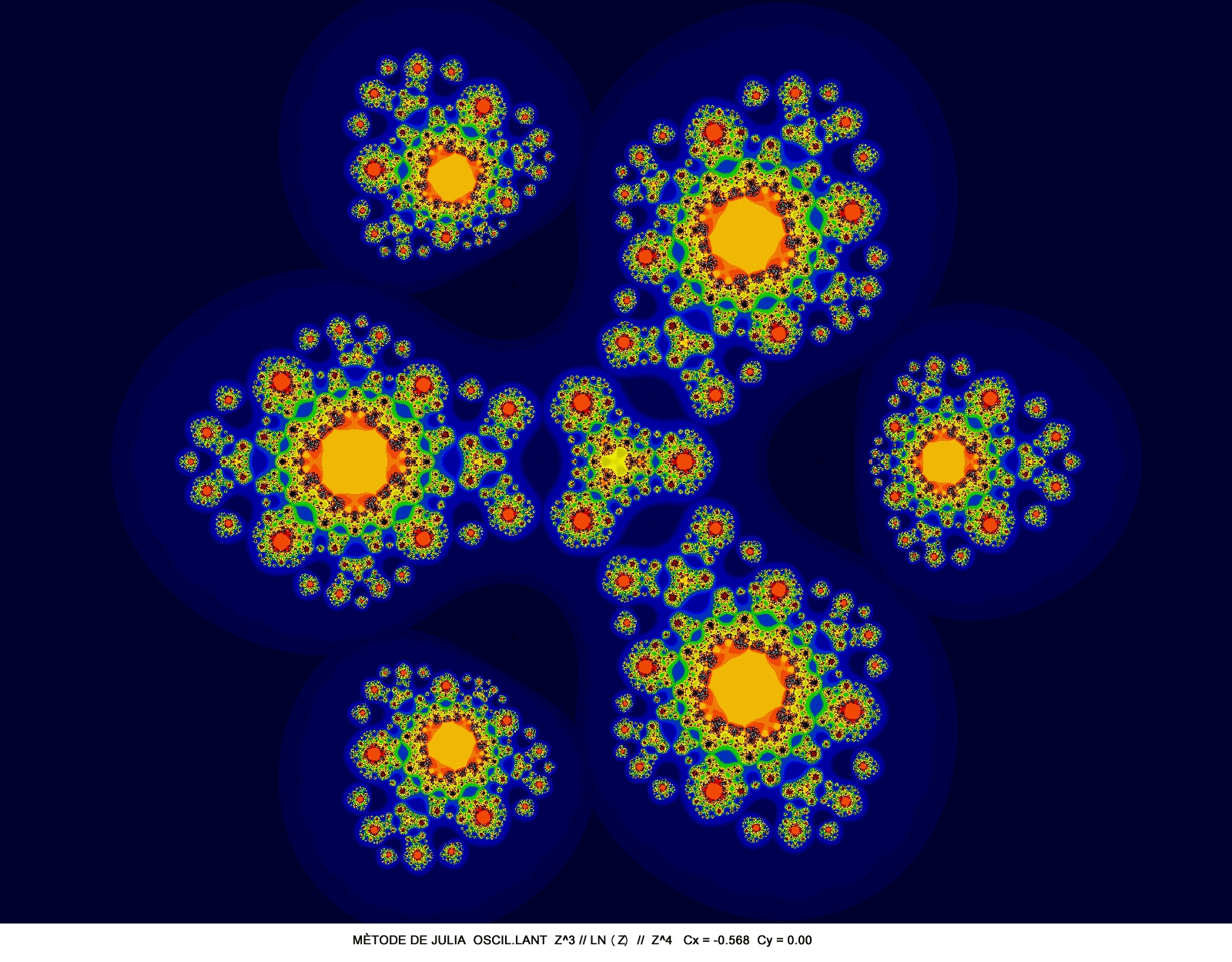
Z3 .. LN(Z) .. Z4
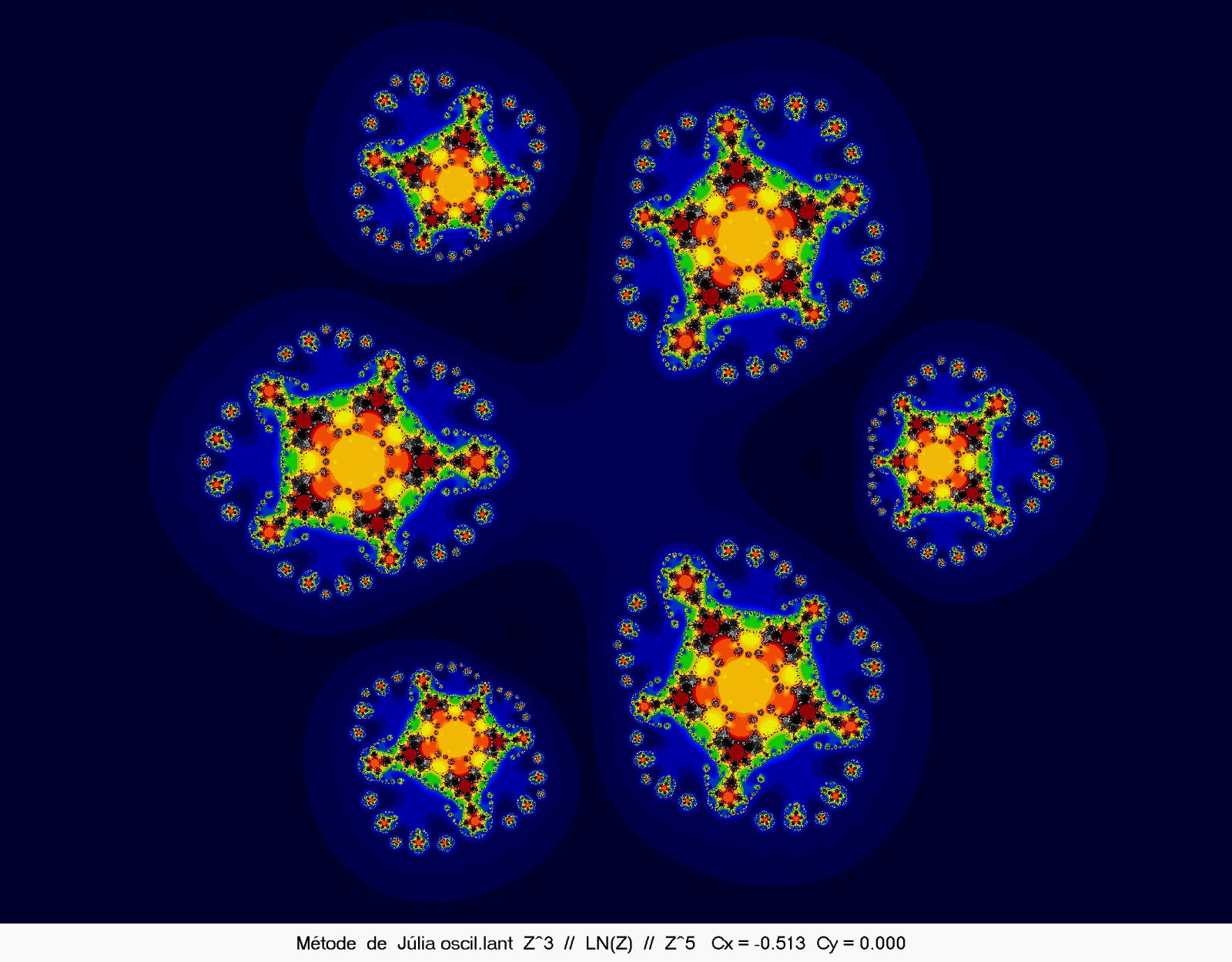
Z3 .. LN(Z) .. Z⁵
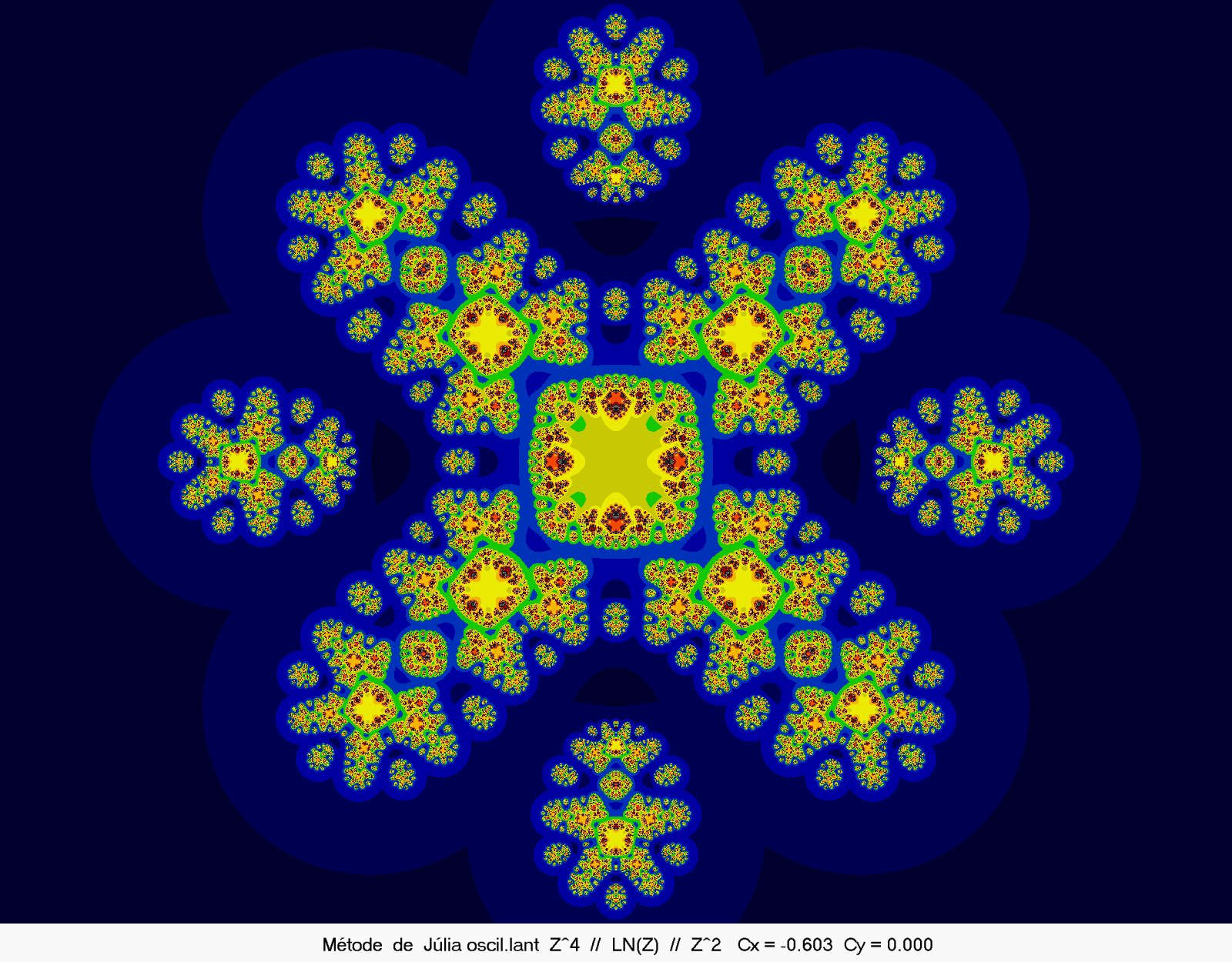
Z4 .. LN(Z) .. Z²
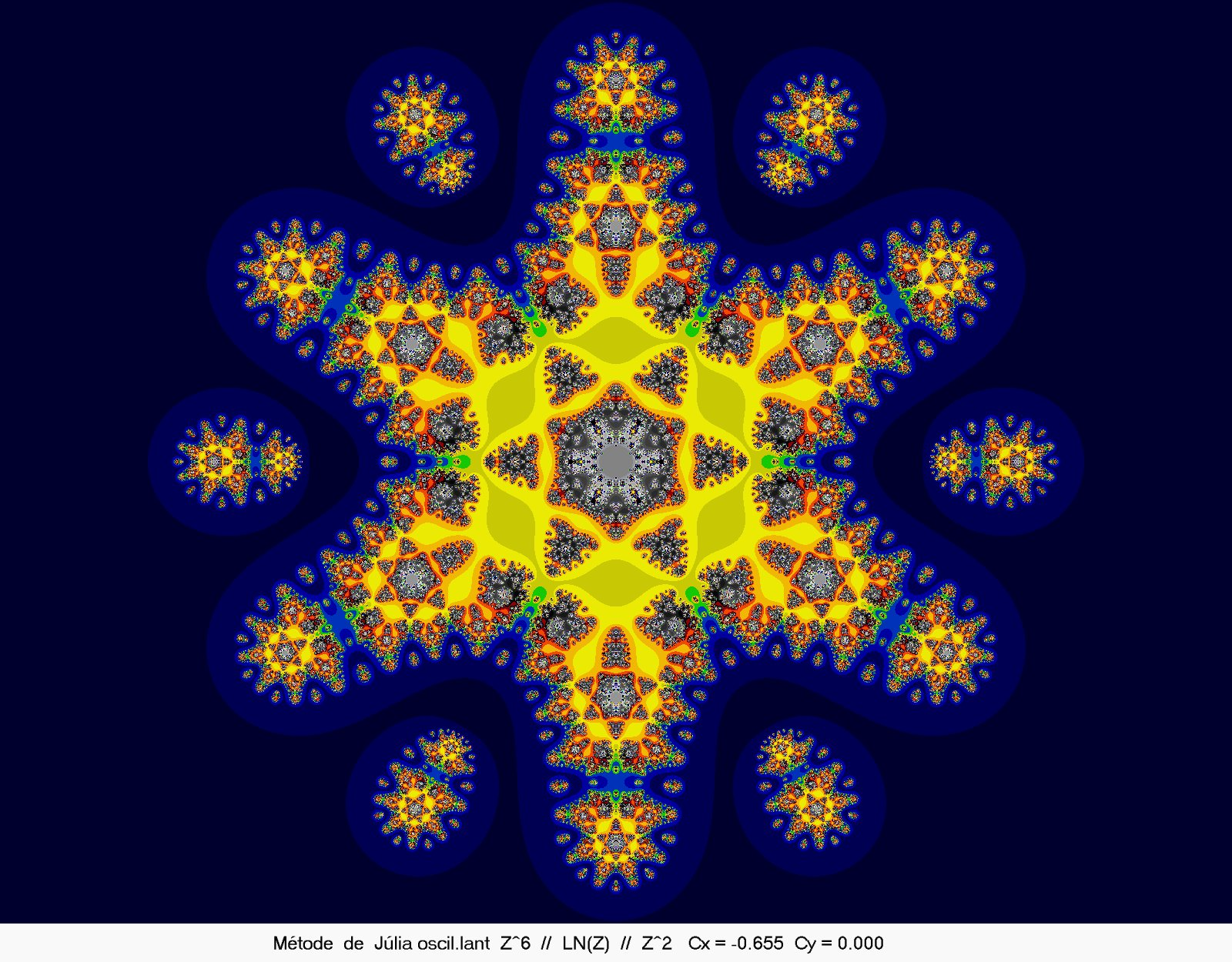
Z⁶ .. LN(Z) .. Z²

## Estudi fractals oscil·lants tipus Júlia Z3+c1..Ln(Z)+c2..Ln(Z)+c2..Z3+c1

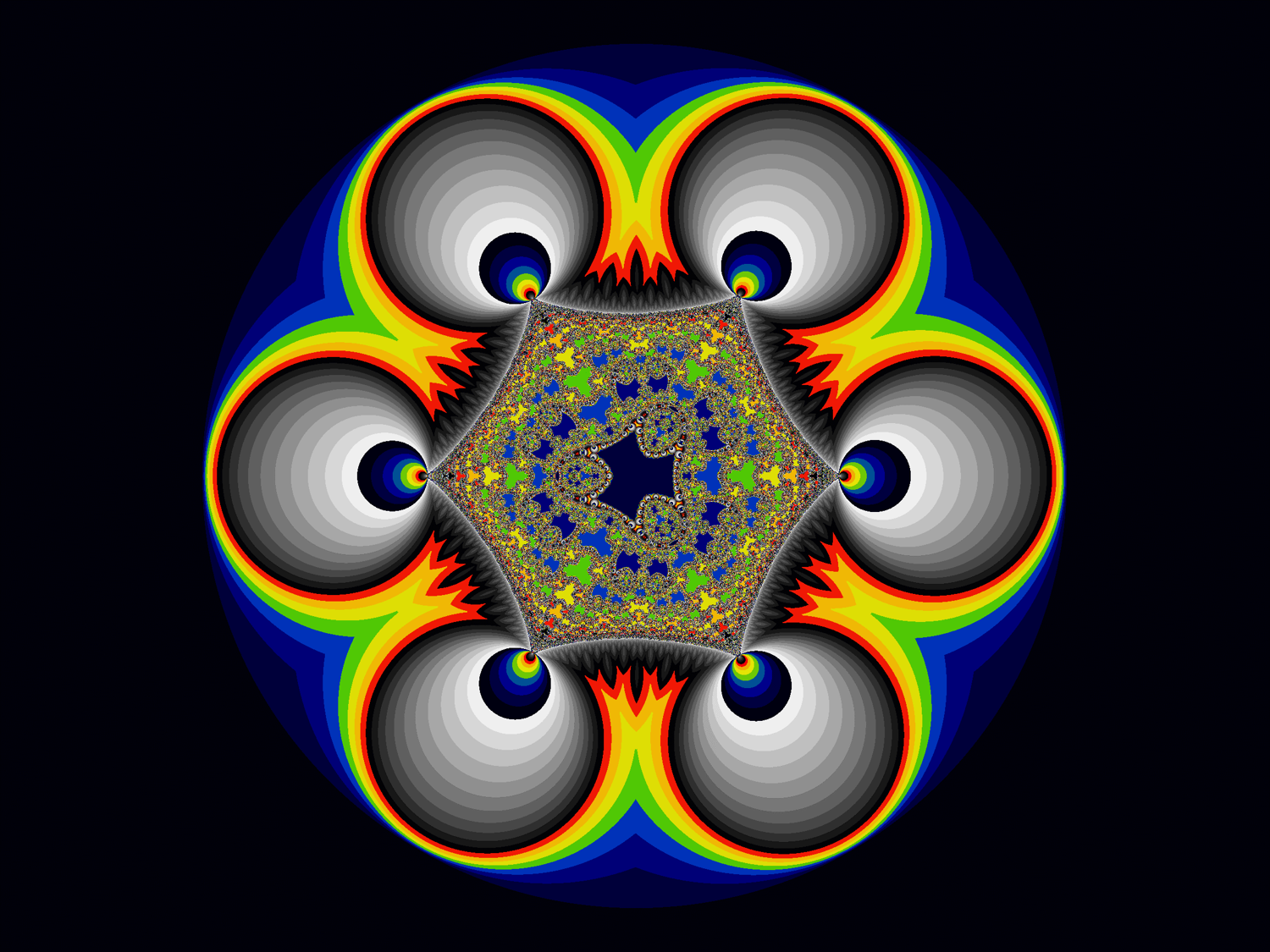
(0.873,0)-(0.052,0)
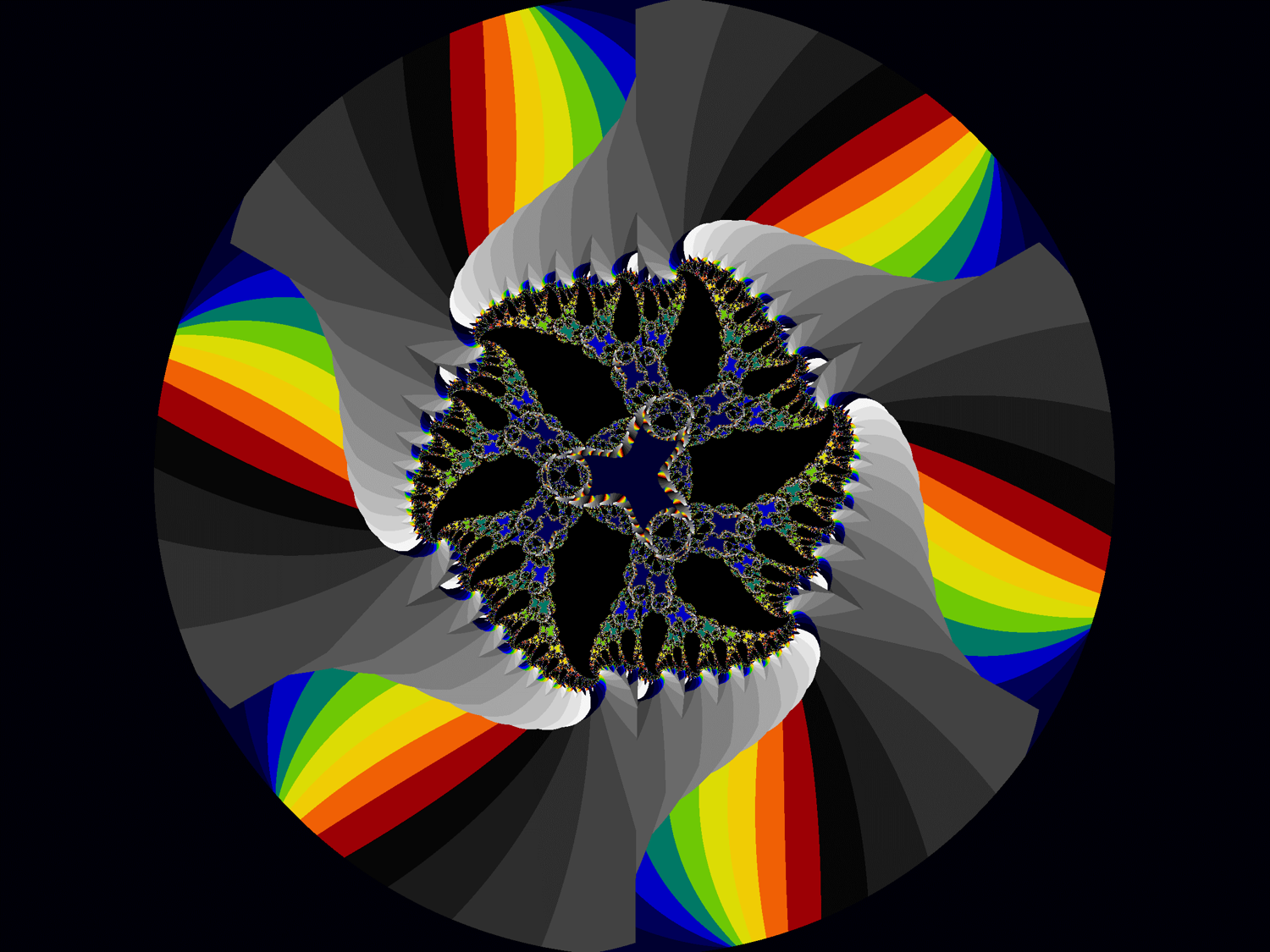
(1.1,0)-(0.01,-0.06)
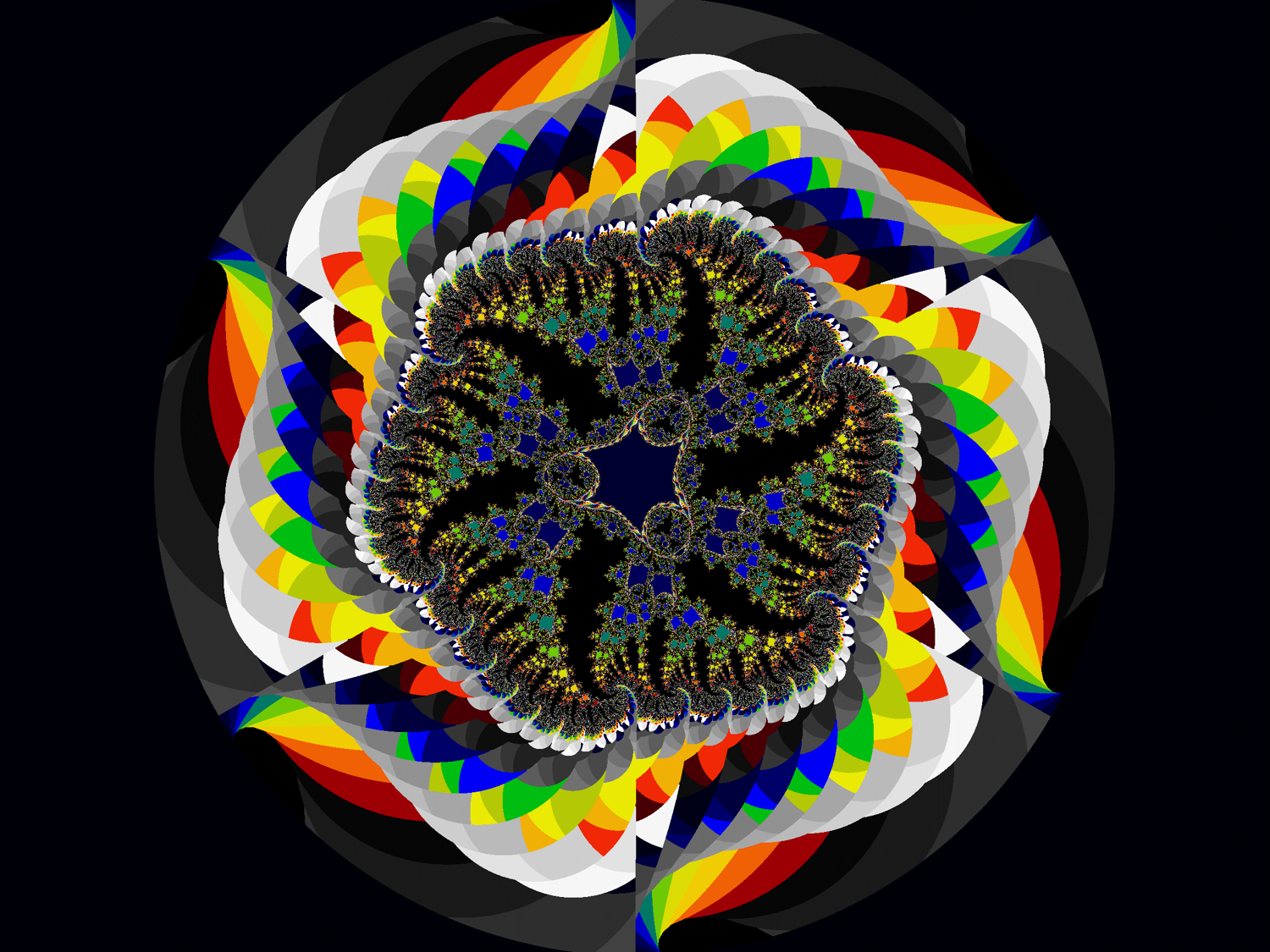
(1,0)-(0,-0.073)

## Fractals oscil·lants tipus Júlia pseudo-simètrics inversos amb constant única
F(Z)+c .. G(Z)+c .. H(Z)+c  i  H(Z)+c .. G(Z)+c .. F(Z)+c 

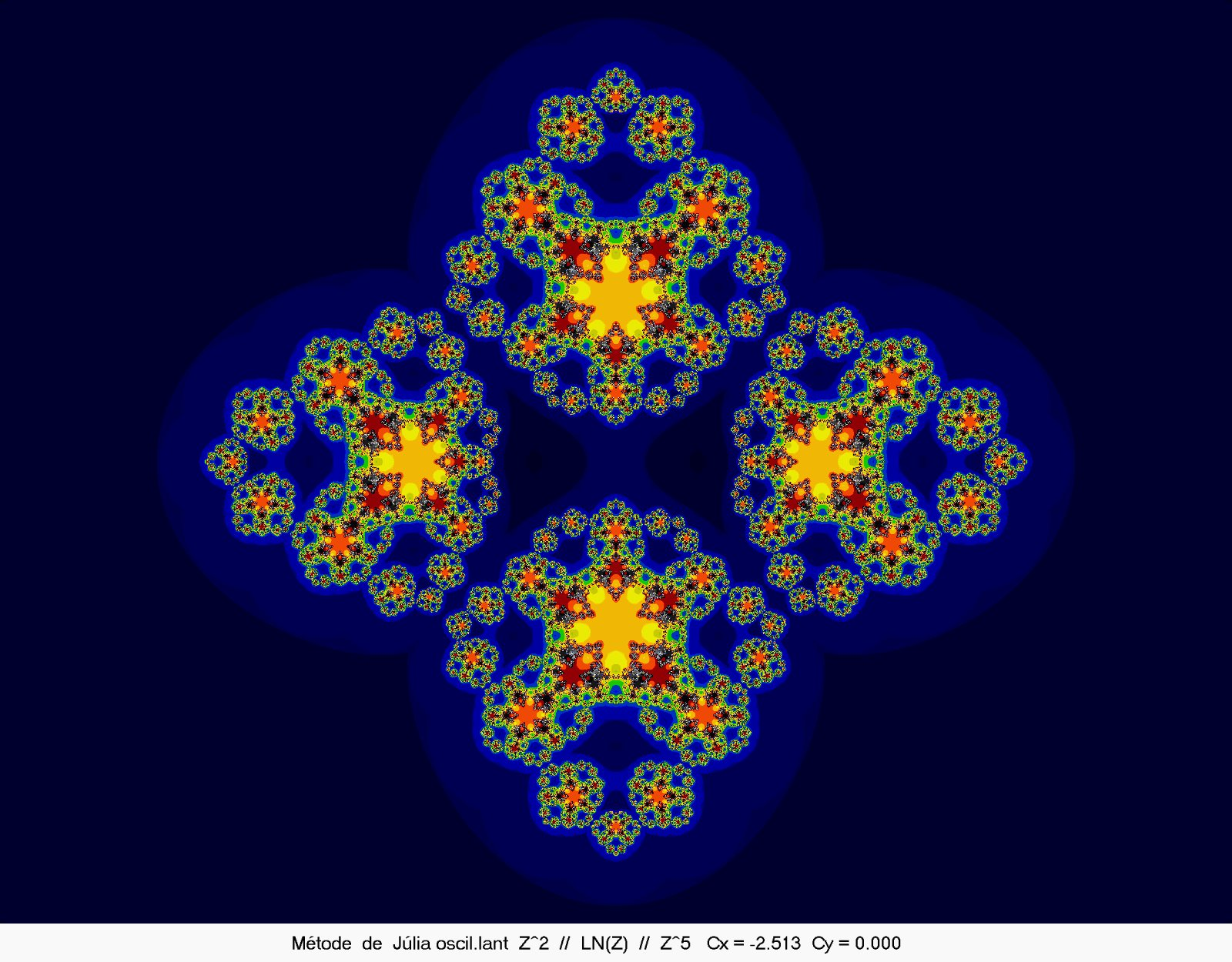
Z² .. LN(Z) .. Z⁵
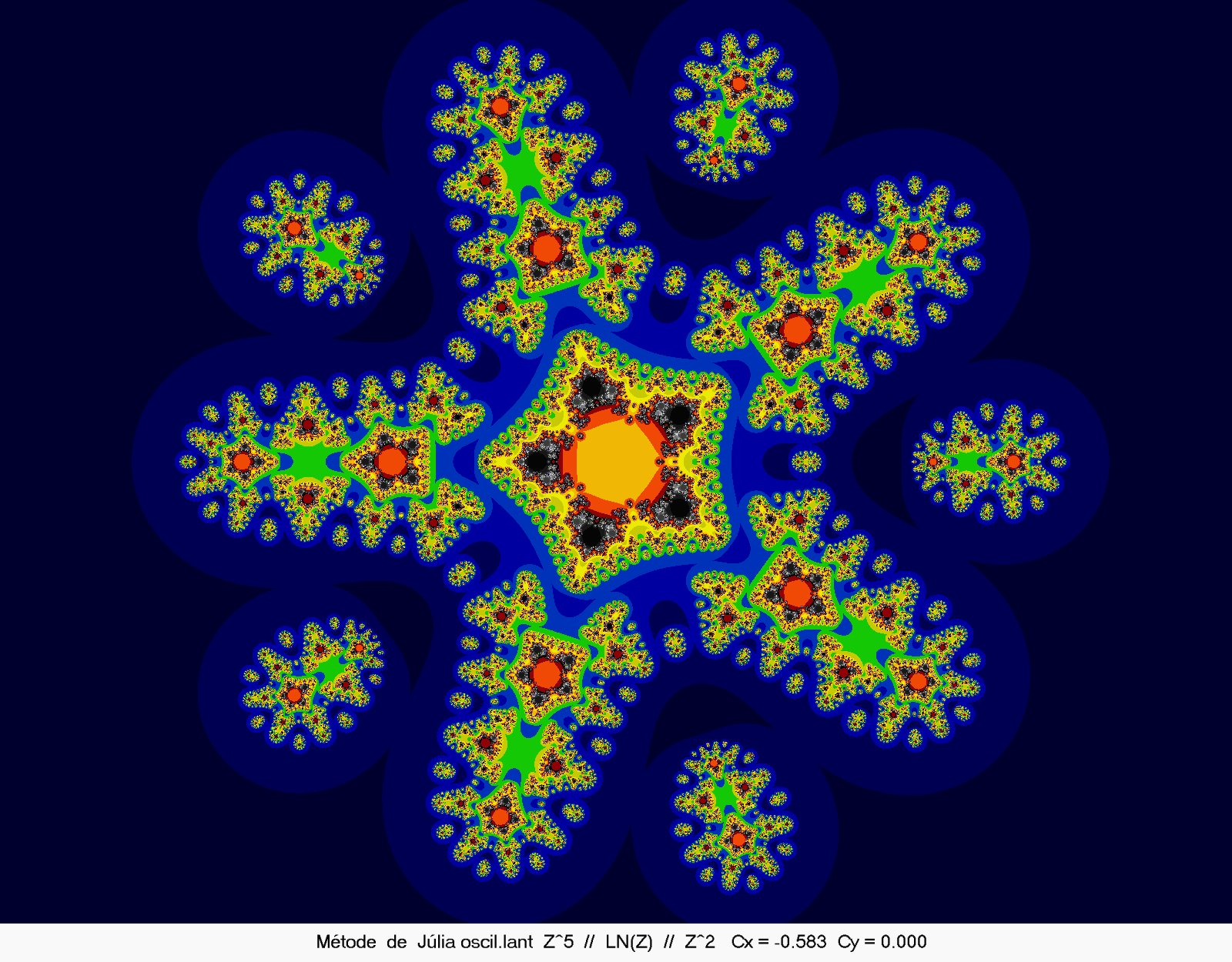
Z⁵ .. LN(Z) .. Z²

## Pseucodi en Visual Basic
Funcions oscil·lants: Z² + C .. Z + 1/C
```
xtemp = 0
ytemp = 0
frac = 0
iter = 0
While ((iter < maxiter) And ((Abs(x1 * x1) + Abs(y1 * y1)) < 100000))
```

```
If frac = 0 Then
frac = 1
```

```
xtemp = x1 * x1 - y1 * y1 + x 
 
 
 

  

    

      

        
Z

        
=

        

          
Z

          

            
2

          

        

        
+

        
C

      

    

    
{\displaystyle Z=Z^{2}+C}

  

ytemp = 2 * x1 * y1 + y
```

```
Else
frac = 0
```

```
xtemp = x1 + x / (x * x + y * y) 
 
 

  

    

      

        
Z

        
=

        
Z

        
+

        
1

        

          
/

        

        
C

      

    

    
{\displaystyle Z=Z+1/C}

  

ytemp = y1 - y / (x * x + y * y) 
```

```
End If
```

```
x1 = xtemp
y1 = ytemp
```

```
iter = iter + 1
Wend
```

La variable frac, amb els valors 0 o 1, permet la iteració d'una o altra funció de forma alternada.